# Lijst van personen overleden in 1990
Dit is een lijst van personen die zijn overleden in 1990.

## Januari

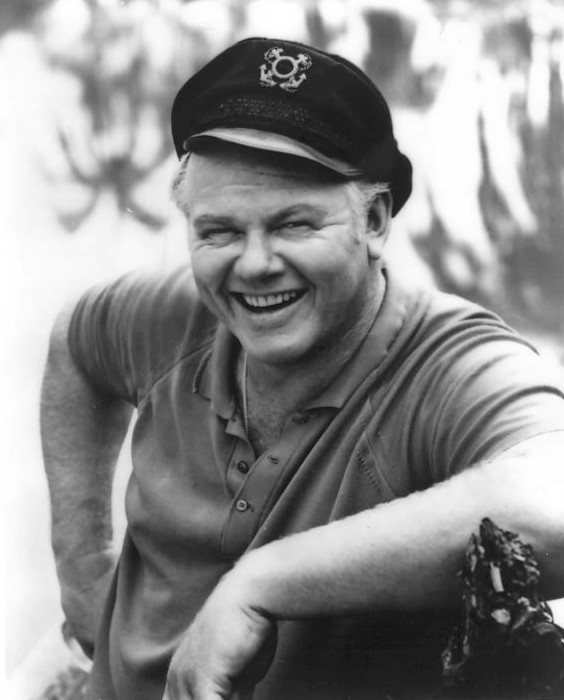
Alan Hale jr.
2 januari

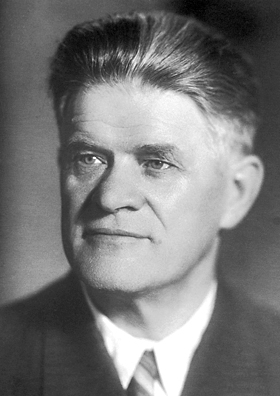
Pavel Tsjerenkov
6 januari

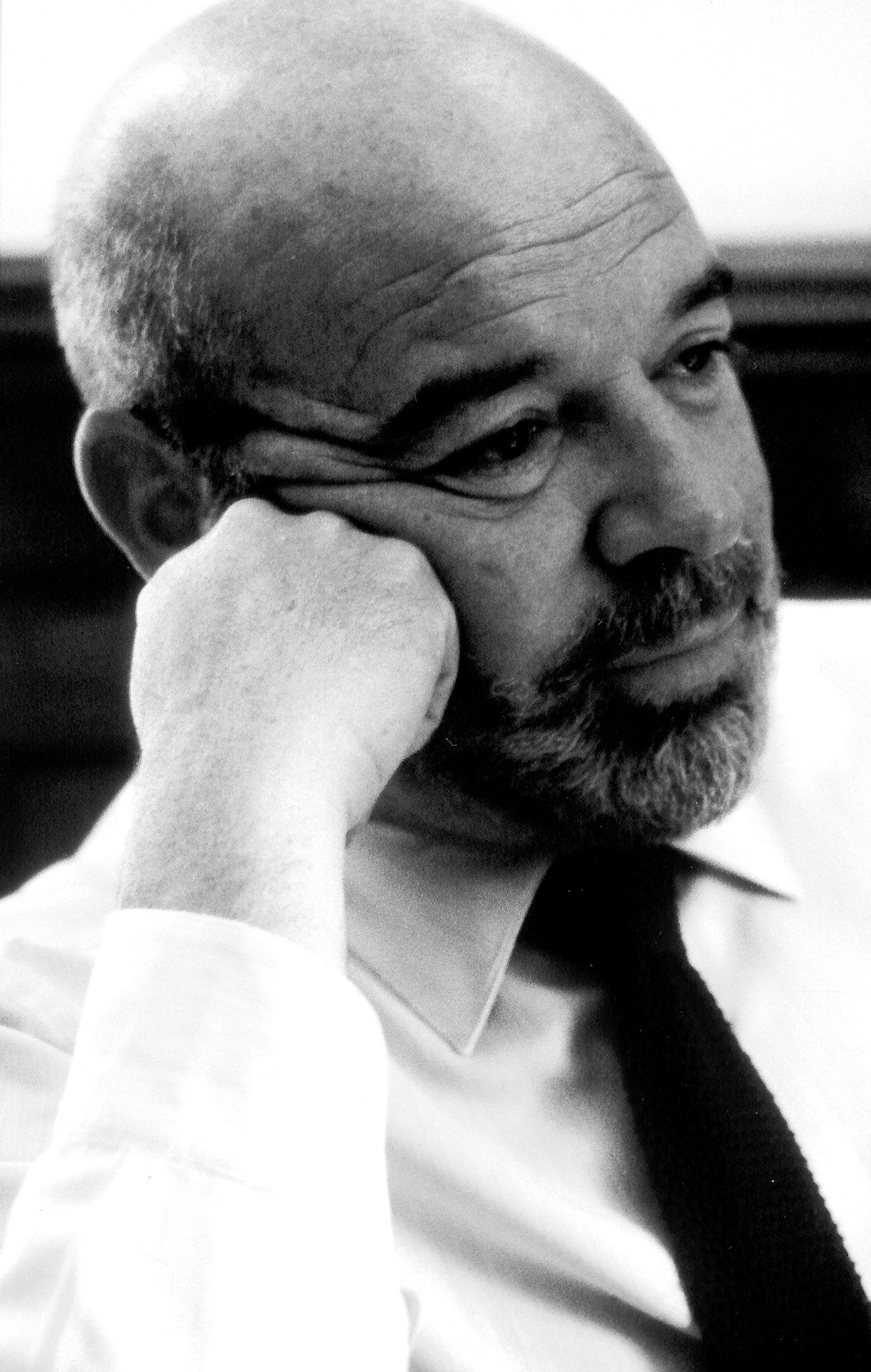
Jaime Gil de Biedma
8 januari

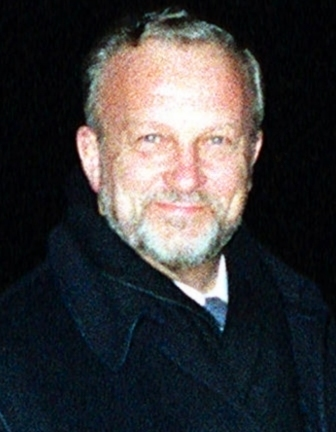
Charles Hernu
17 januari

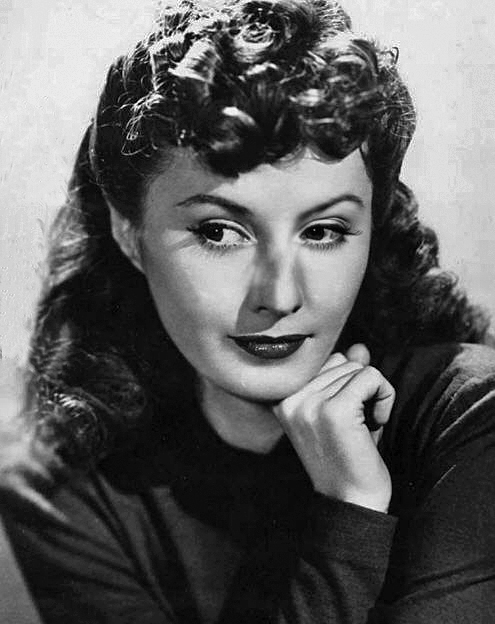
Barbara Stanwyck
20 januari

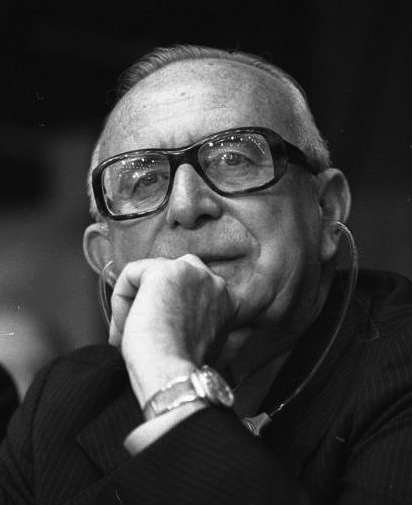
Mariano Rumor
22 januari

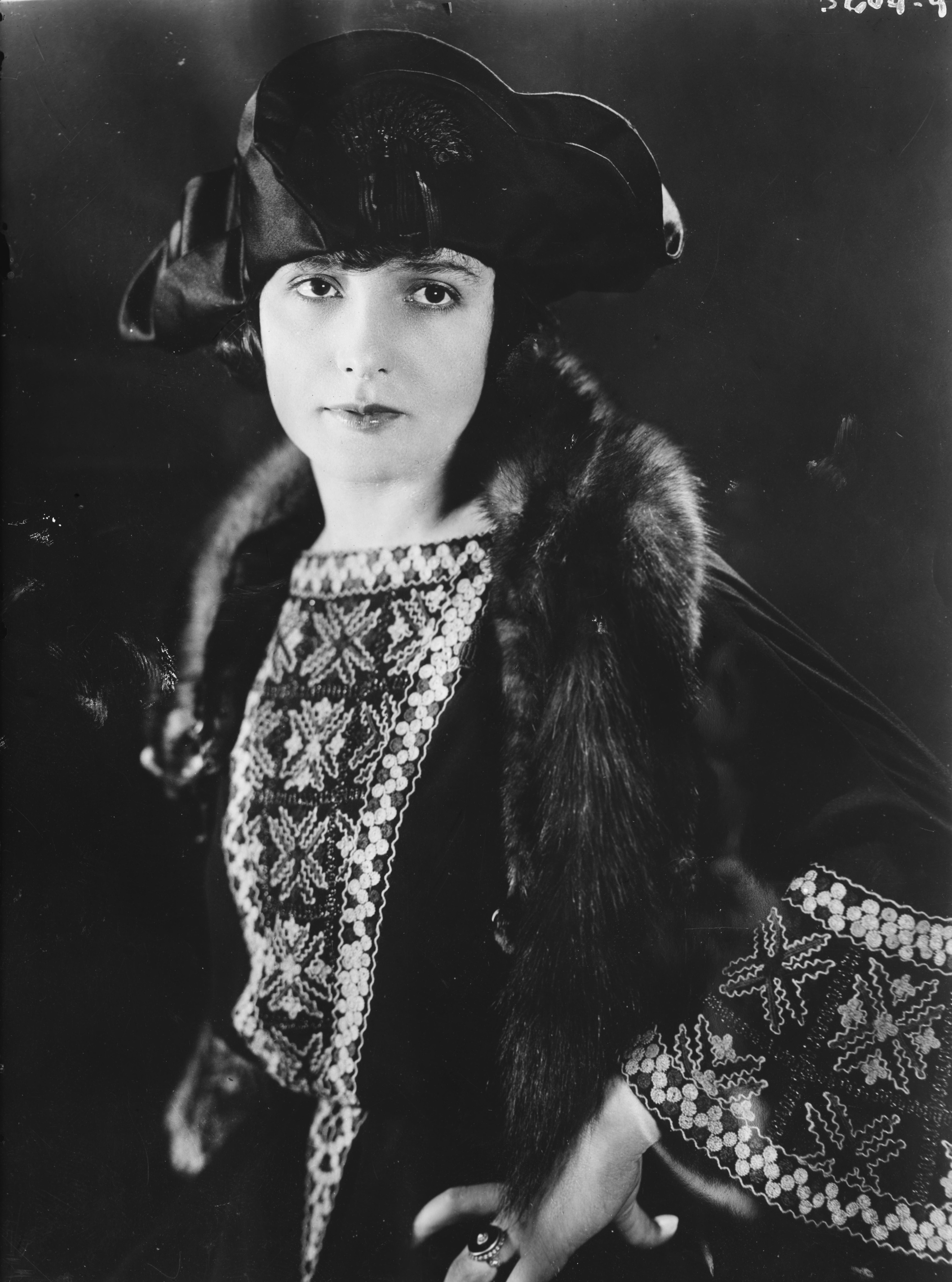
Madge Bellamy
24 januari

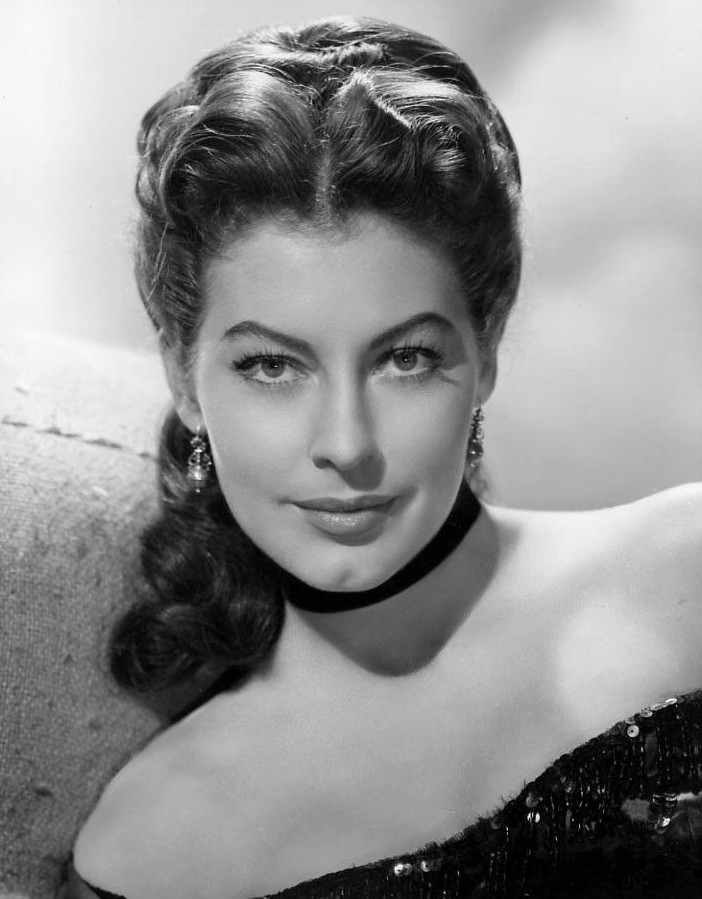
Ava Gardner
25 januari

| 1 | 2 | 3 | 4 | 5 | 6 | 7 | 8 | 9 | 10 | 11 | 12 | 13 | 14 | 15 | 16 | 17 | 18 | 19 | 20 | 21 | 22 | 23 | 24 | 25 | 26 | 27 | 28 | 29 | 30 | 31 |
| - | - | - | - | - | - | - | - | - | -- | -- | -- | -- | -- | -- | -- | -- | -- | -- | -- | -- | -- | -- | -- | -- | -- | -- | -- | -- | -- | -- |

### 1 januari
- Charles Boost (82), Nederlands cartoonist
- Ernst Kuzorra (84), Duits voetballer
- Piet Sanders (63), Nederlands burgemeester

### 2 januari
- Belcampo (87), Nederlands schrijver
- Alan Hale jr. (68), Amerikaans acteur

### 4 januari
- Harold Eugene Edgerton (86), Amerikaans uitvinder
- Alberto Lleras Camargo (83), Colombiaans politicus en diplomaat
- Emile van Loo (74), Nederlands burgemeester
- Frans van Schaik (82), Nederlands zanger
- Wim Volkers (90), Nederlands voetballer en voetbalbestuurder

### 5 januari
- Robert Ancot (87), Belgisch politicus
- Arthur Kennedy (75), Amerikaans acteur
- Kléber Piot (69), Frans wielrenner

### 6 januari
- Ian Charleson (40), Brits acteur
- Pavel Tsjerenkov (85), Russisch natuurkundige

### 7 januari
- Bronko Nagurski (81), Canadees Americanfootballspeler en pro-worstelaar
- Jan Machiel Reyskens (111), oudste inwoner van Nederland

### 8 januari
- Georgie Auld (70), Amerikaans musicus
- Jaime Gil de Biedma (60), Spaans dichter
- Joop Holsbergen (94), Nederlands beeldend kunstenaar
- Terry-Thomas (78), Brits acteur

### 9 januari
- Adri Blok (70), Nederlands beeldhouwer
- Bazilio Olara-Okello (60), Oegandees generaal

### 10 januari
- Juliet Berto (42), Frans actrice, filmregisseuse en scenarioschrijfster
- Lei Molin (72), Nederlands kunstschilder

### 12 januari
- Paul Amadeus Pisk (97), Oostenrijks componist en musicus

### 14 januari
- Hellmut Haase-Altendorf (77), Duits componist en musicus
- Anno Smith (74), Nederlands kunstenaar

### 15 januari
- Gordon Jackson (66), Brits acteur
- Edmund Kötscher (62), Nederlands kunstschilder

### 16 januari
- Jean Saint-Fort Paillard (76), Frans ruiter

### 17 januari
- Freddie Brocksieper (77), Duits jazzmusicus
- Charles Hernu (66), Frans politicus
- Janneke van der Plaat, Nederlands politicus

### 18 januari
- Mel Appleby (23), Brits zangeres

### 19 januari
- Bhagwan Sri Rajneesh (58), Indiaas geestelijke
- Arthur Goldberg (81), Amerikaans politicus, jurist en diplomaat
- Alexander Petsjerski (80), Russisch-Joods Holocaustoverlevende
- Eddy Snijders (66), Surinaams componist
- Herbert Wehner (83), Duits politicus

### 20 januari
- Claude Auclair (46), Frans striptekenaar
- Hayedeh (47), Iraans zangeres
- Naruhiko Higashikuni (102), Japans prins en politicus
- Erie Klant (77), Nederlands circusartiest
- Barbara Stanwyck (82), Amerikaans actrice

### 22 januari
- Mariano Rumor (74), Italiaans politicus
- Roman Vishniac (92), Russisch-Amerikaans fotograaf

### 23 januari
- Allen Collins (37), Amerikaans muzikant
- Derek Royle (61), Brits acteur

### 24 januari
- Madge Bellamy (90), Amerikaans actrice
- Abraham Patusca da Silveira (84), Braziliaans voetballer

### 25 januari
- Dámaso Alonso (91), Spaans dichter
- Ava Gardner (68), Amerikaans filmactrice

### 26 januari
- Bob Gerard (76), Brits autocoureur
- Toninho Guerreiro (47), Braziliaans voetballer
- Lewis Mumford (94), Amerikaans historicus en schrijver
- Boy Trip (69), Nederlands politicus

### 27 januari
- Spider Webb (79), Amerikaans autocoureur

### 28 januari
- Jan Lambrichs (74), Nederlands wielrenner

### 31 januari
- Han Engelsman (70), Nederlands voetballer

## Februari

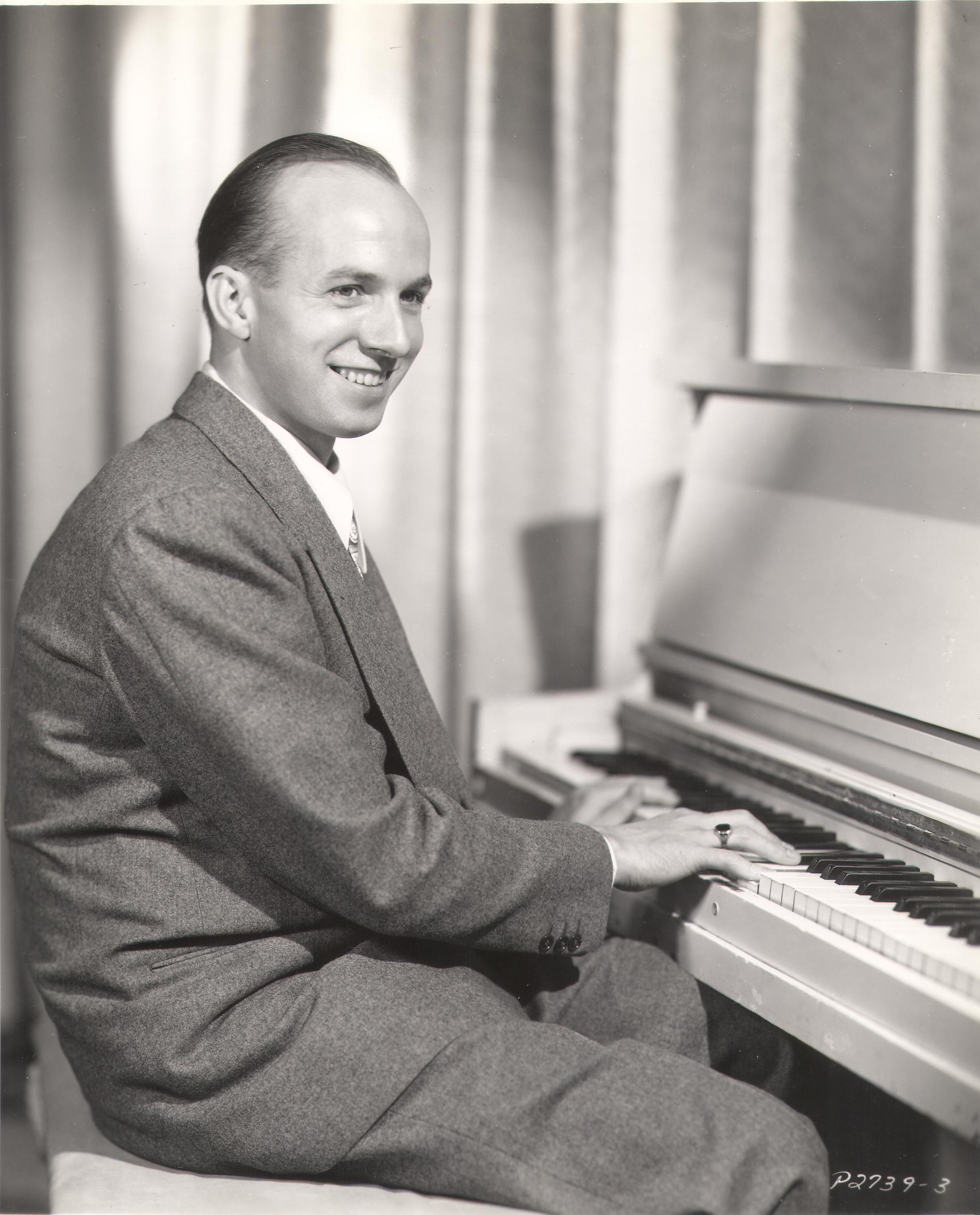
Jimmy Van Heusen
7 februari

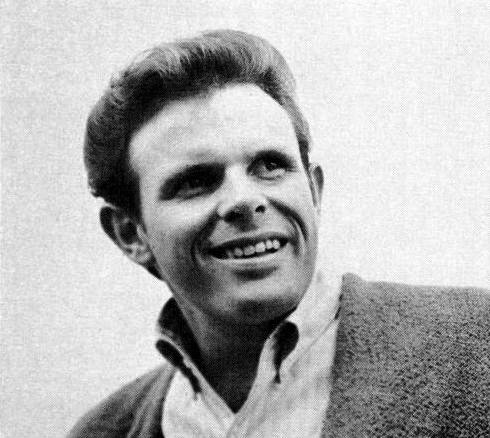
Del Shannon
8 februari

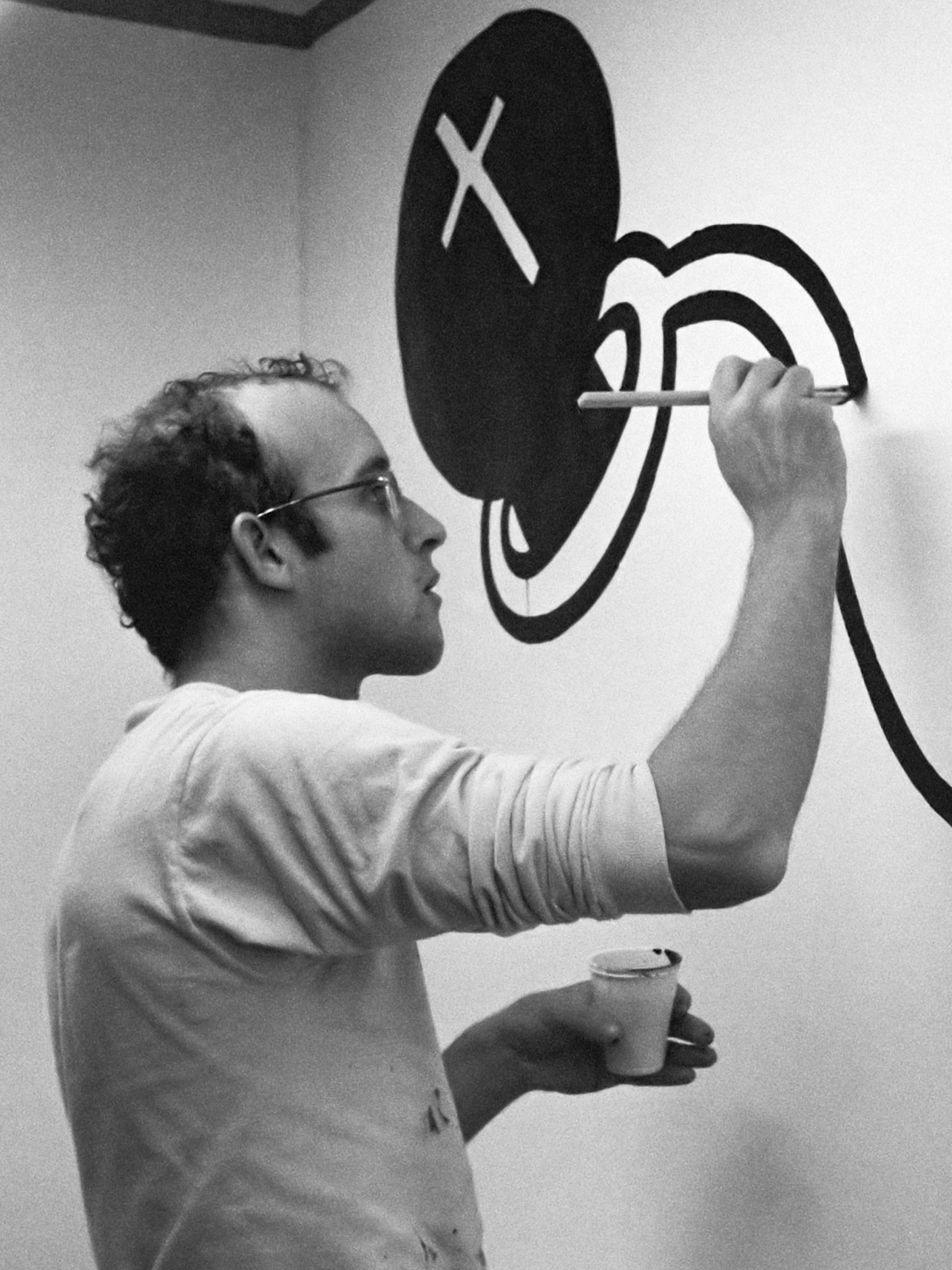
Keith Haring
16 februari

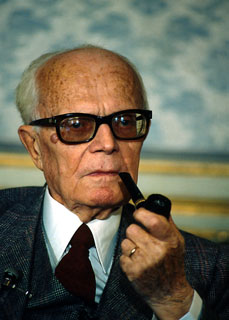
Sandro Pertini
24 februari

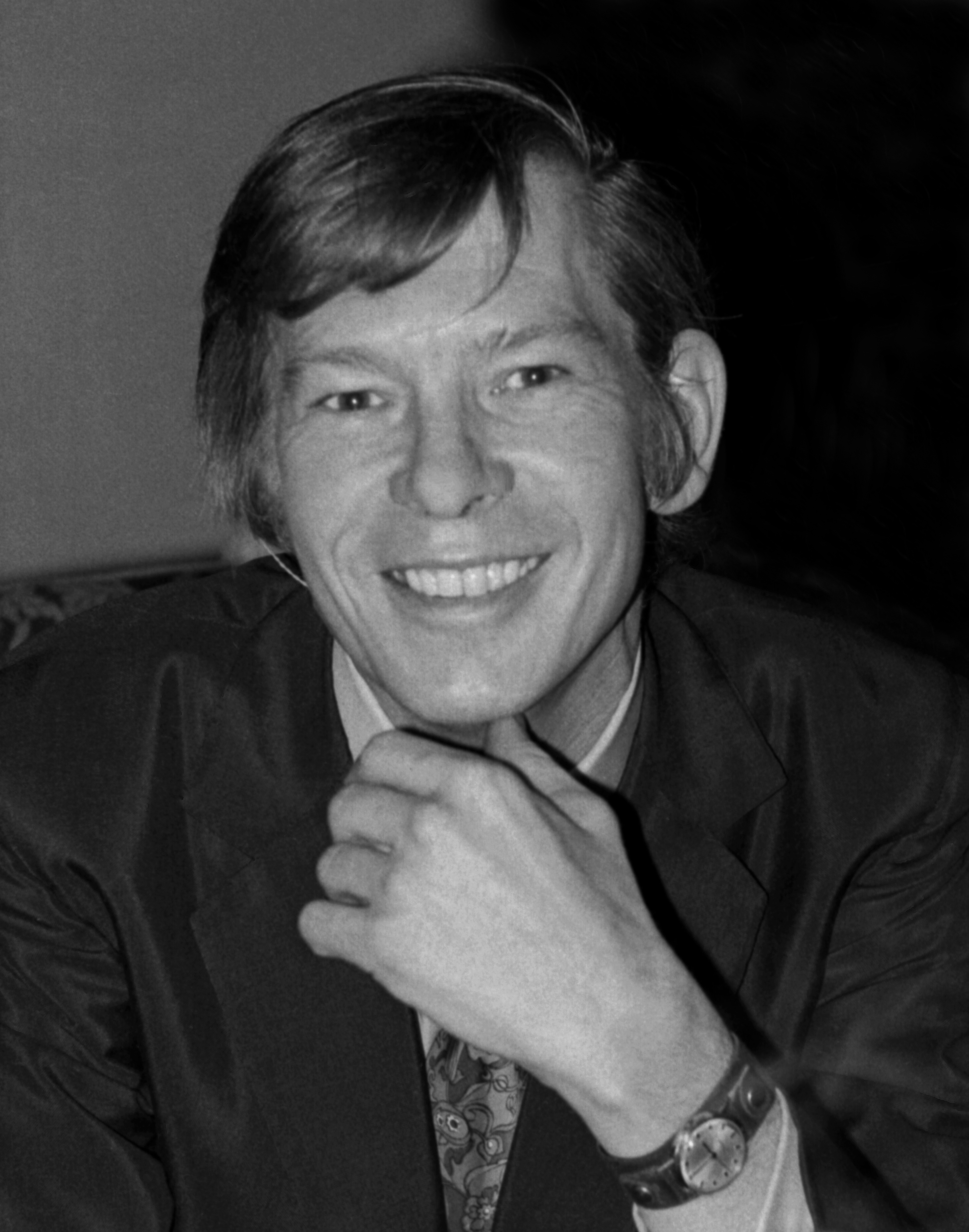
Johnnie Ray
24 februari

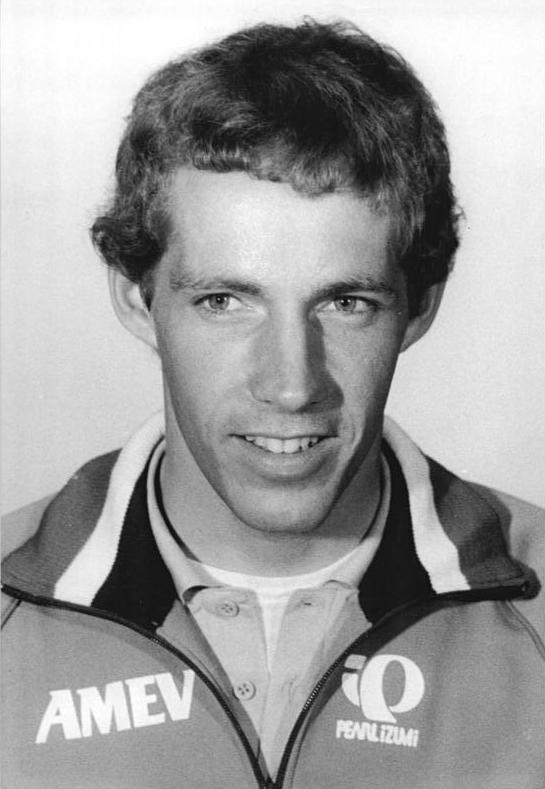
Johannes Draaijer
27 februari

| 1 | 2 | 3 | 4 | 5 | 6 | 7 | 8 | 9 | 10 | 11 | 12 | 13 | 14 | 15 | 16 | 17 | 18 | 19 | 20 | 21 | 22 | 23 | 24 | 25 | 26 | 27 | 28 |
| - | - | - | - | - | - | - | - | - | -- | -- | -- | -- | -- | -- | -- | -- | -- | -- | -- | -- | -- | -- | -- | -- | -- | -- | -- |

### 2 februari
- Paul Ariste (84), Estisch taalkundige
- Mel Lewis (60), Amerikaans jazzdrummer

### 4 februari
- Luitzen Boelens (69), Nederlands burgemeester
- Edmond Cristel (76), Belgisch politicus
- Berta Karlik (86), Oostenrijks natuurkundige

### 5 februari
- Diederik van Lynden (72), Nederlands diplomaat
- Thijs van Oers (95), Nederlands wielrenner

### 6 februari
- Arend Rothuizen (83), Nederlands architect

### 7 februari
- Alan Perlis (67), Amerikaans informaticus
- Jimmy Van Heusen (77), Amerikaans componist

### 8 februari
- Georges de Mestral (82), Zwitsers uitvinder
- Del Shannon (55), Amerikaans zanger

### 11 februari
- Léopold Anoul (67), Belgisch voetballer
- Marie-Dominique Chenu (95), Frans theologe en historicus
- Enrique Kistenmacher (66), Argentijns atleet

### 13 februari
- Heinz Haber (76), Duits natuurkundige, schrijver en televisiepresentator

### 14 februari
- Tony Holiday (38), Duits schlagerzanger en tekstdichter

### 15 februari
- Frans Kellendonk (39), Nederlands schrijver

### 16 februari
- Keith Haring (31), Amerikaans schilder
- Jan Lamberts (78), Nederlands politicus
- Volodymyr Sjtsjerbytsky (71), Oekraïens politicus

### 17 februari
- Erik Rhodes (84), Amerikaans acteur
- Frans Willems (77), Belgisch priester

### 18 februari
- Ab Wouters (71), Nederlands kunstenaar

### 19 februari
- Otto Neugebauer (90), Oostenrijks-Amerikaanse wiskundige
- Michael Powell (84), Brits filmregisseur

### 20 februari
- Harry Klinefelter (77), Amerikaans medicus

### 23 februari
- José Napoleón Duarte (64), Salvadoraans politicus
- James Gavin (82), Amerikaans militair
- Jozef Van In(84), Belgisch politicus
- Annelien Kappeyne van de Coppello (53), Nederlands politica

### 24 februari
- Arthur Ayrault (55), Amerikaans roeier
- Jose Bengzon sr. (91), Filipijns politicus
- Malcolm Forbes (70), Amerikaans uitgever
- Sandro Pertini (93), president van Italië
- Johnnie Ray (63), Amerikaans zanger, liedjesschrijver en pianist

### 25 februari
- André de Korver (74), Nederlands wielrenner
- Sybe Krol (43), Nederlands dichter

### 27 februari
- Nel Denies (79), Nederlands ondernemer
- Johannes Draaijer (26), Nederlands wielrenner

## Maart

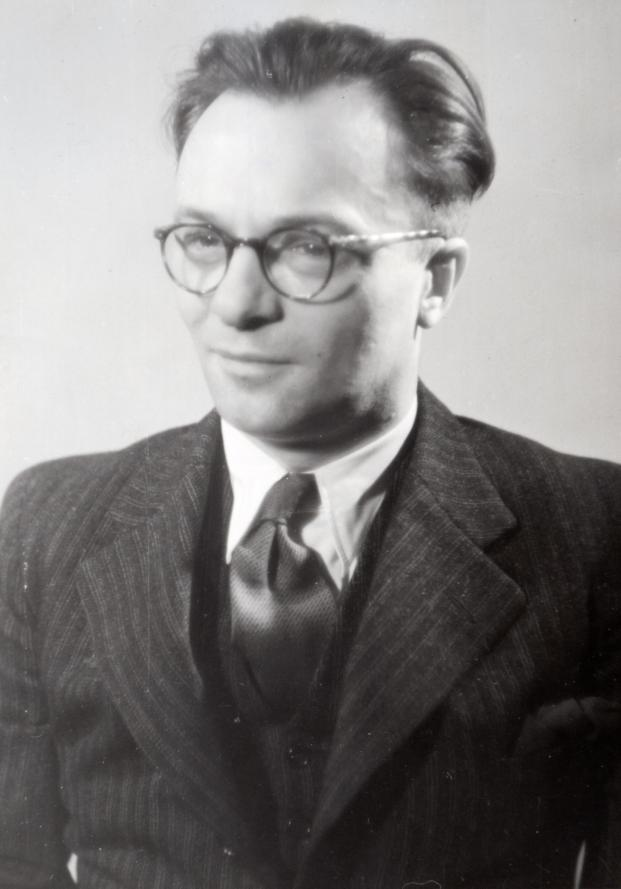
Frans Goedhart
3 maart

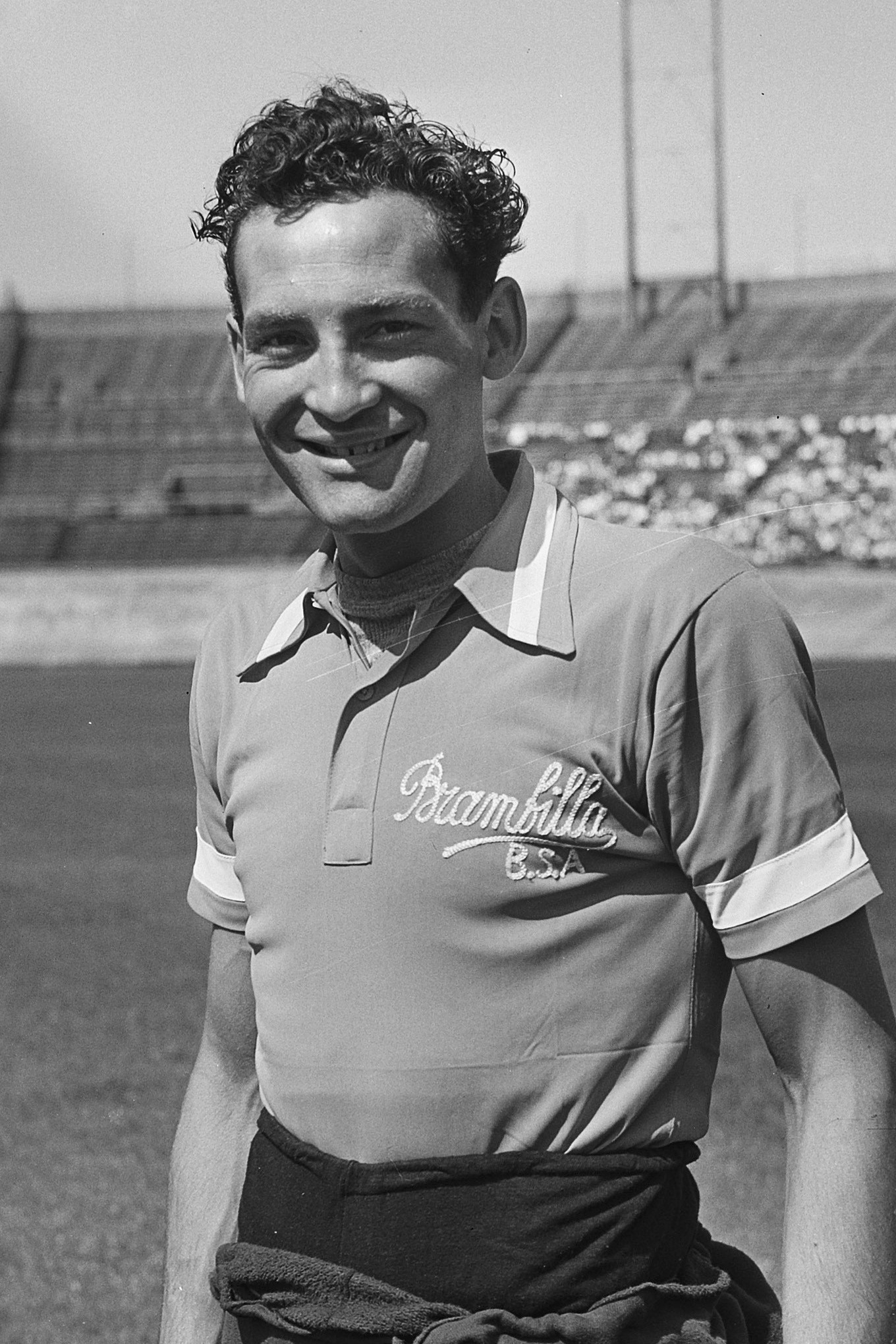
Hein van Breenen
8 maart

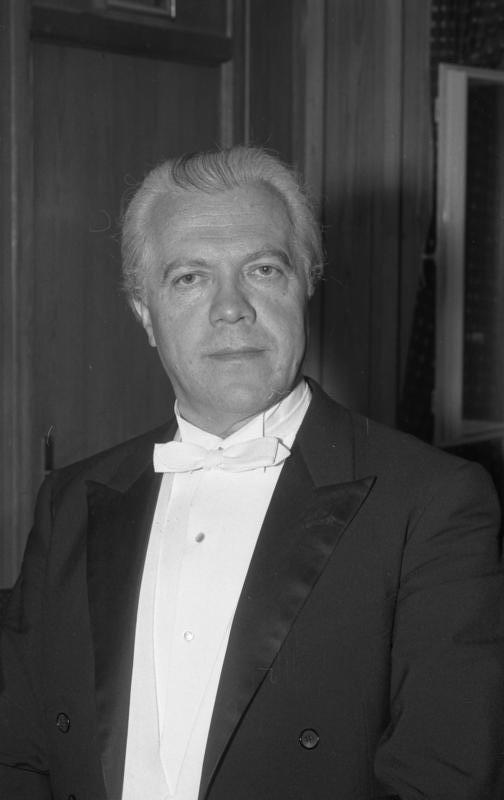
Karl Münchinger
13 maart

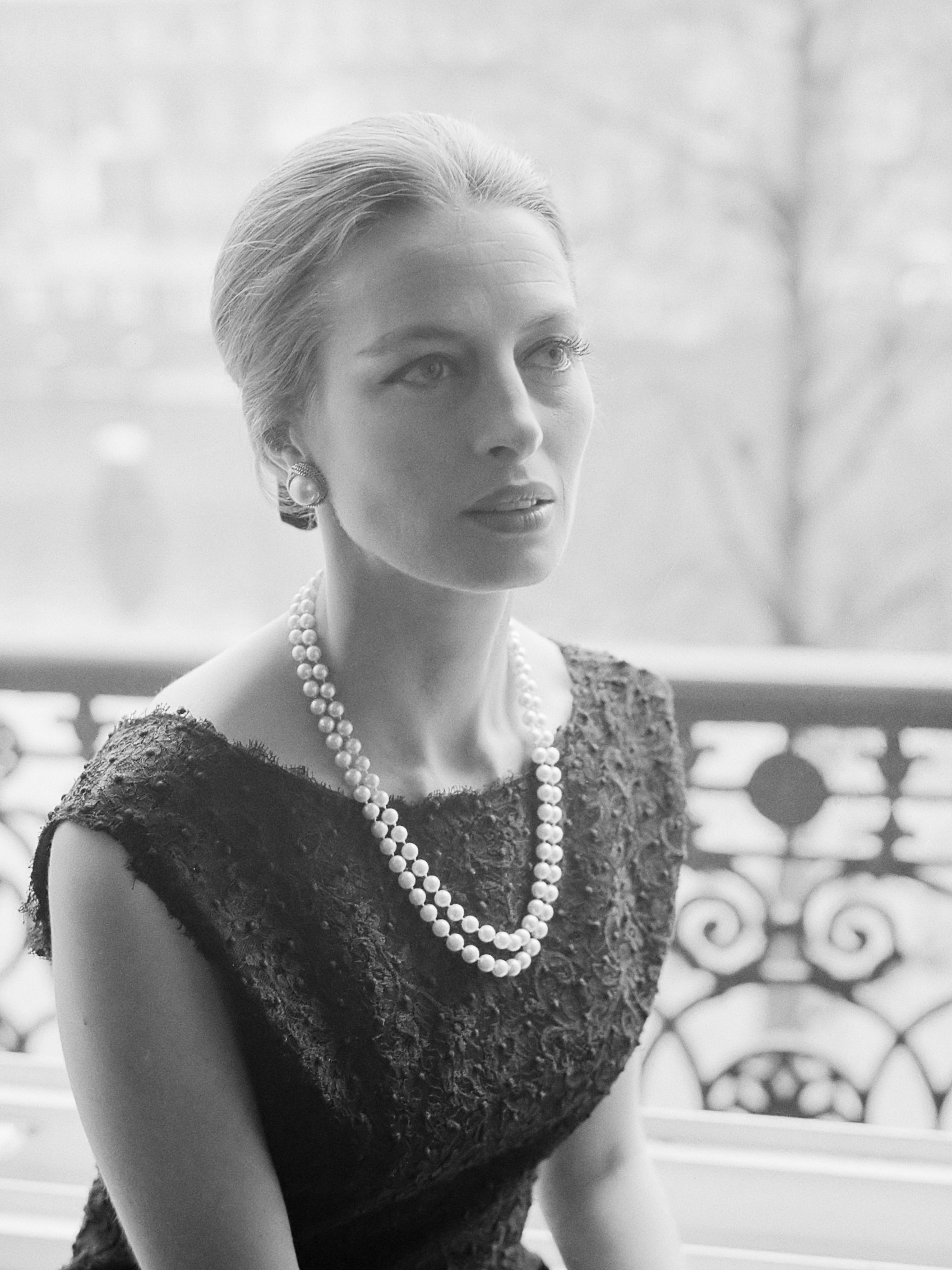
Capucine
17 maart

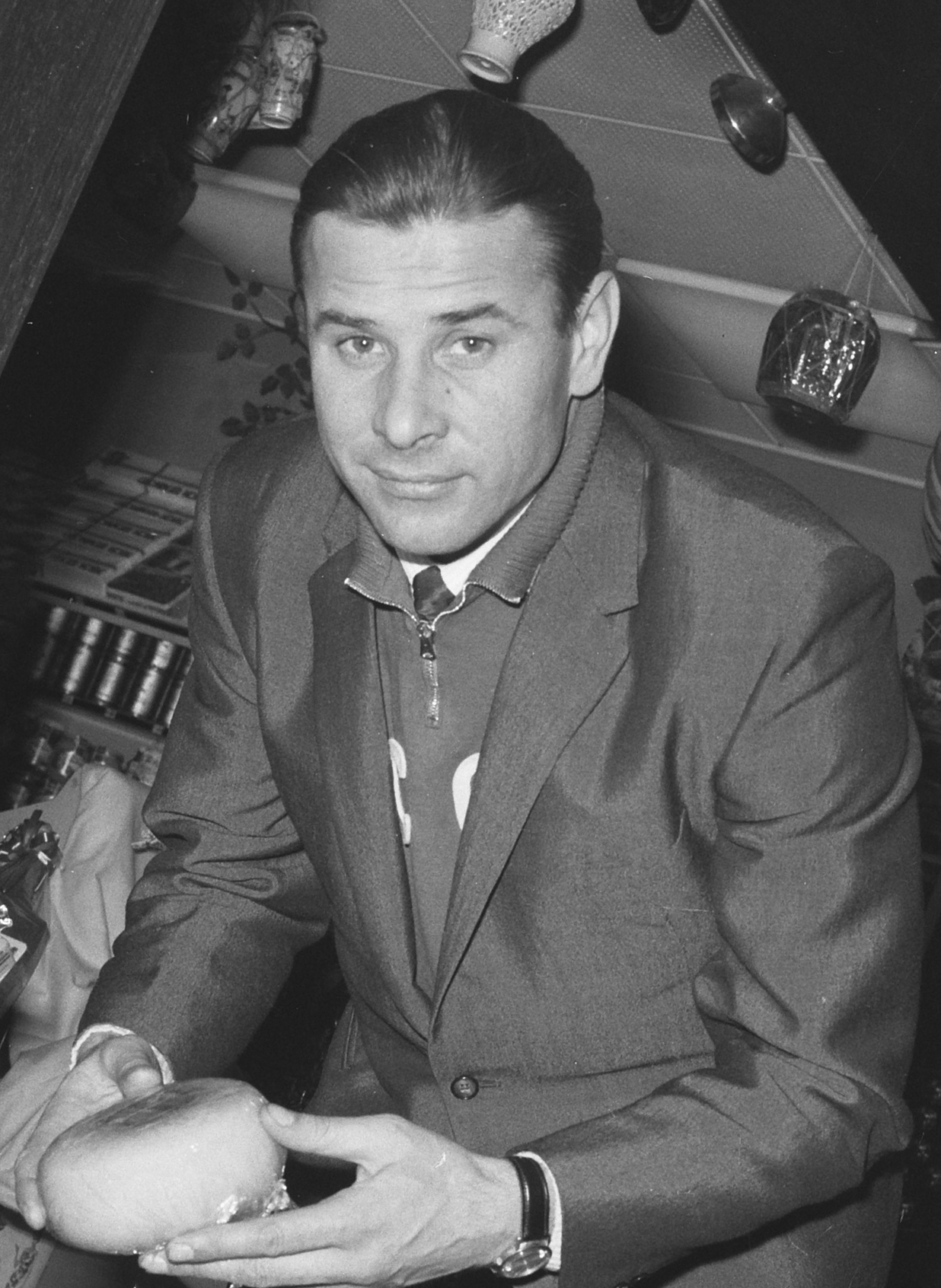
Lev Jasjin
20 maart

| 1 | 2 | 3 | 4 | 5 | 6 | 7 | 8 | 9 | 10 | 11 | 12 | 13 | 14 | 15 | 16 | 17 | 18 | 19 | 20 | 21 | 22 | 23 | 24 | 25 | 26 | 27 | 28 | 29 | 30 | 31 |
| - | - | - | - | - | - | - | - | - | -- | -- | -- | -- | -- | -- | -- | -- | -- | -- | -- | -- | -- | -- | -- | -- | -- | -- | -- | -- | -- | -- |

### 1 maart
- Max Bulla (84), Oostenrijks wielrenner

### 3 maart
- Gérard Blitz (78), Belgisch waterpoloër en ondernemer
- Frans Goedhart (86), Nederlands verzetsstrijder, journalist en politicus

### 5 maart
- Edmund Conen (75), Duits voetballer en trainer
- Gary Merrill (74), Amerikaans acteur
- Karel Thijs (74), Belgisch wielrenner

### 6 maart
- Taro Kagawa (67), Japans voetballer
- Pieter Jan van Winter (94), Nederlands historicus

### 7 maart
- Antoine Bekaert (59), Belgisch burgemeester
- Michael Rudolph Hendrik Calmeyer (94), Nederlands militair en politicus
- Luís Carlos Prestes (92), Braziliaans militair

### 8 maart
- Erkki Aaltonen (79), Fins violist en componist
- Hein van Breenen (60), Nederlands wielrenner

### 10 maart
- Harro Ran (52), Nederlands waterpolospeler

### 11 maart
- Cornelis Dusseldorp (81), Nederlands roeier

### 12 maart
- Hendrika Cornelia de Balbian Verster-Bolderheij (100), Nederlands kunstschilderes
- Coen Deering (89), Nederlands politicus
- Philippe Soupault (92), Frans schrijver en dichter

### 13 maart
- Bruno Bettelheim (86), Oostenrijks psycholoog
- Ernst Goldenbaum (91), Duits politicus
- Karl Münchinger (74), Duits dirigent
- Michael Stewart (83), Brits politicus

### 14 maart
- Wilhelm Baumann (77), Duits handbalspeler

### 17 maart
- Capucine (57), Frans actrice en model

### 19 maart
- Andrew Wood (24), Amerikaans zanger en muzikant

### 20 maart
- Lev Jasjin (60), Russisch voetballer
- Kenneth Mather (78), Brits geneticus
- Jannetje Visser-Roosendaal (90), Nederlands schrijfster

### 23 maart
- Al Sears (80), Amerikaans saxofonist en bandleider

### 24 maart
- An Wang (70), Chinees-Amerikaans informaticus en uitvinder

### 28 maart
- Piet Metman (73), Nederlands zwemmer

## April

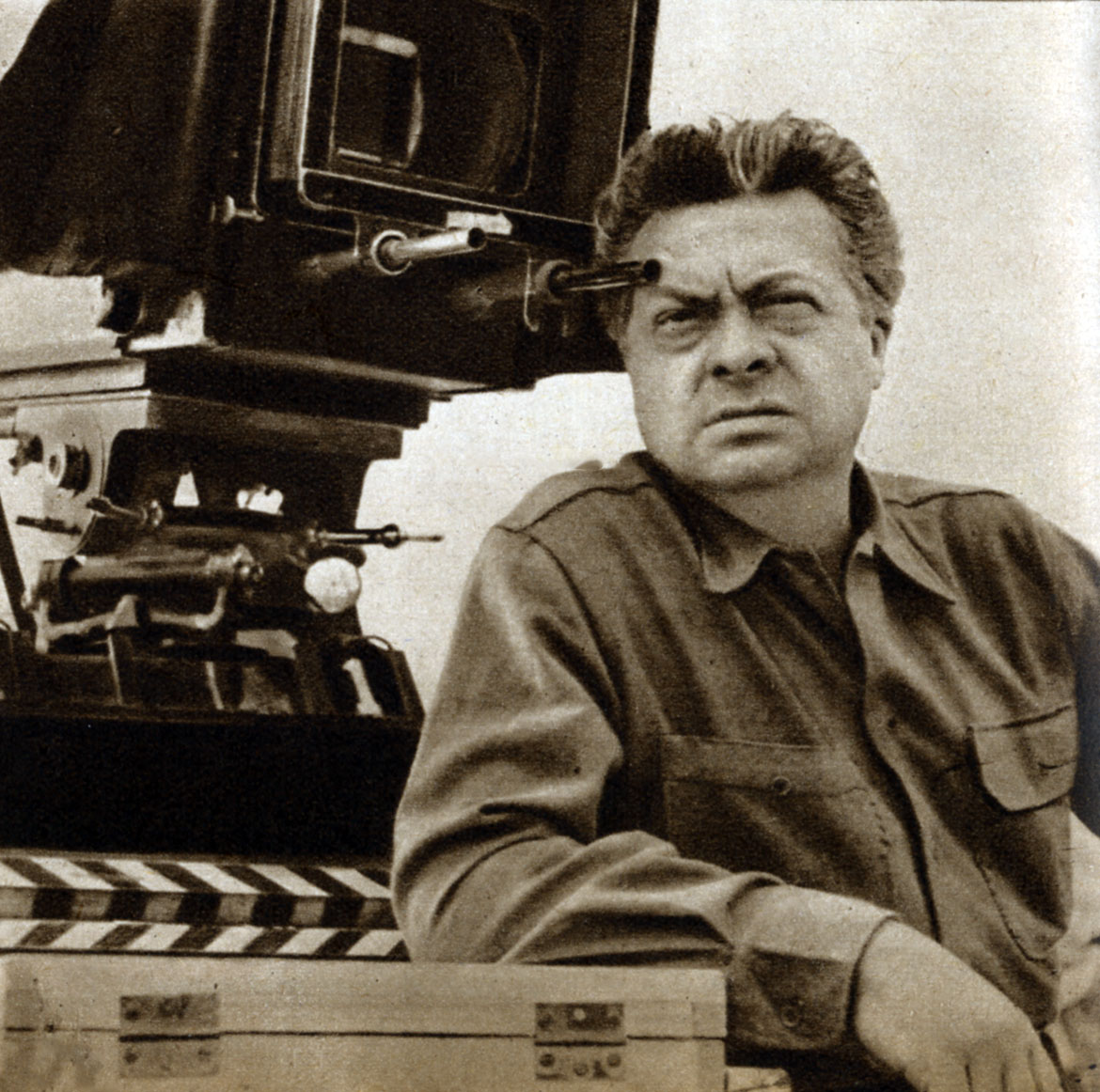
Aldo Fabrizi
2 april

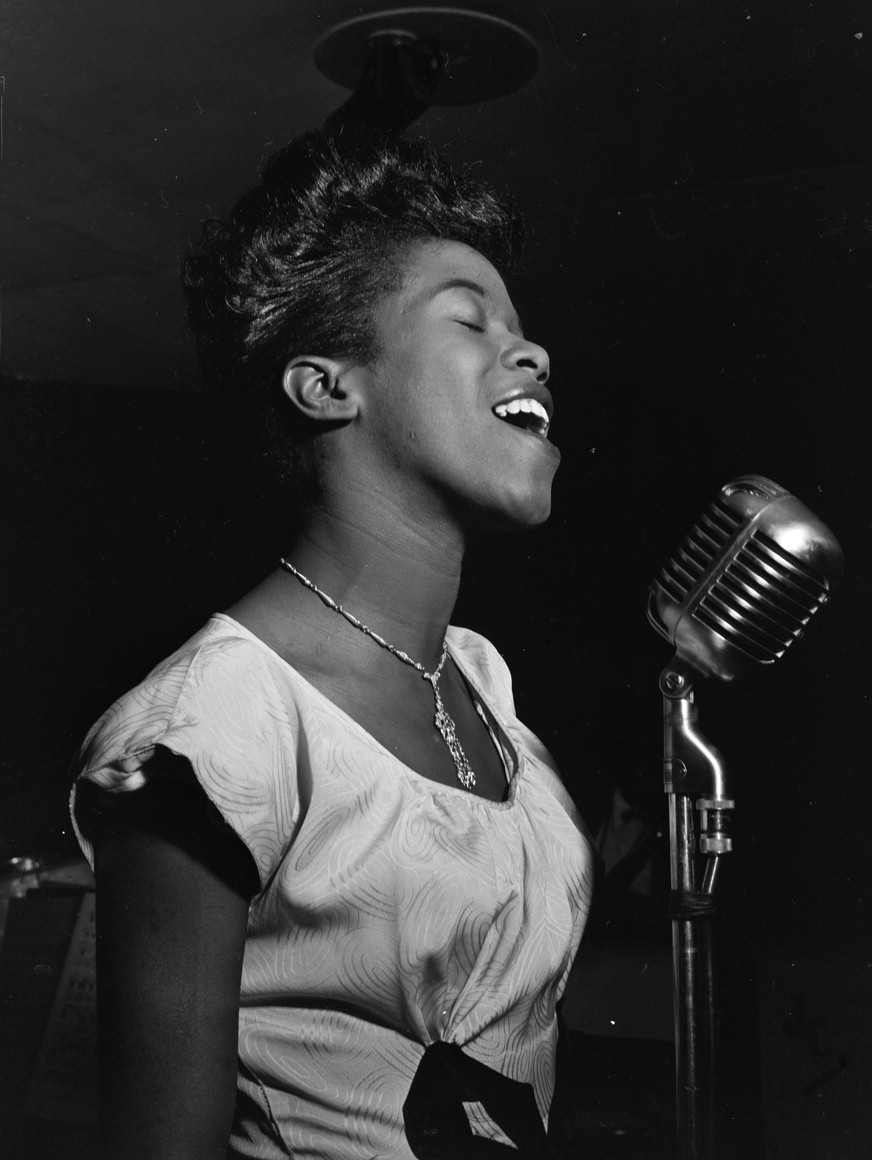
Sarah Vaughan
3 april

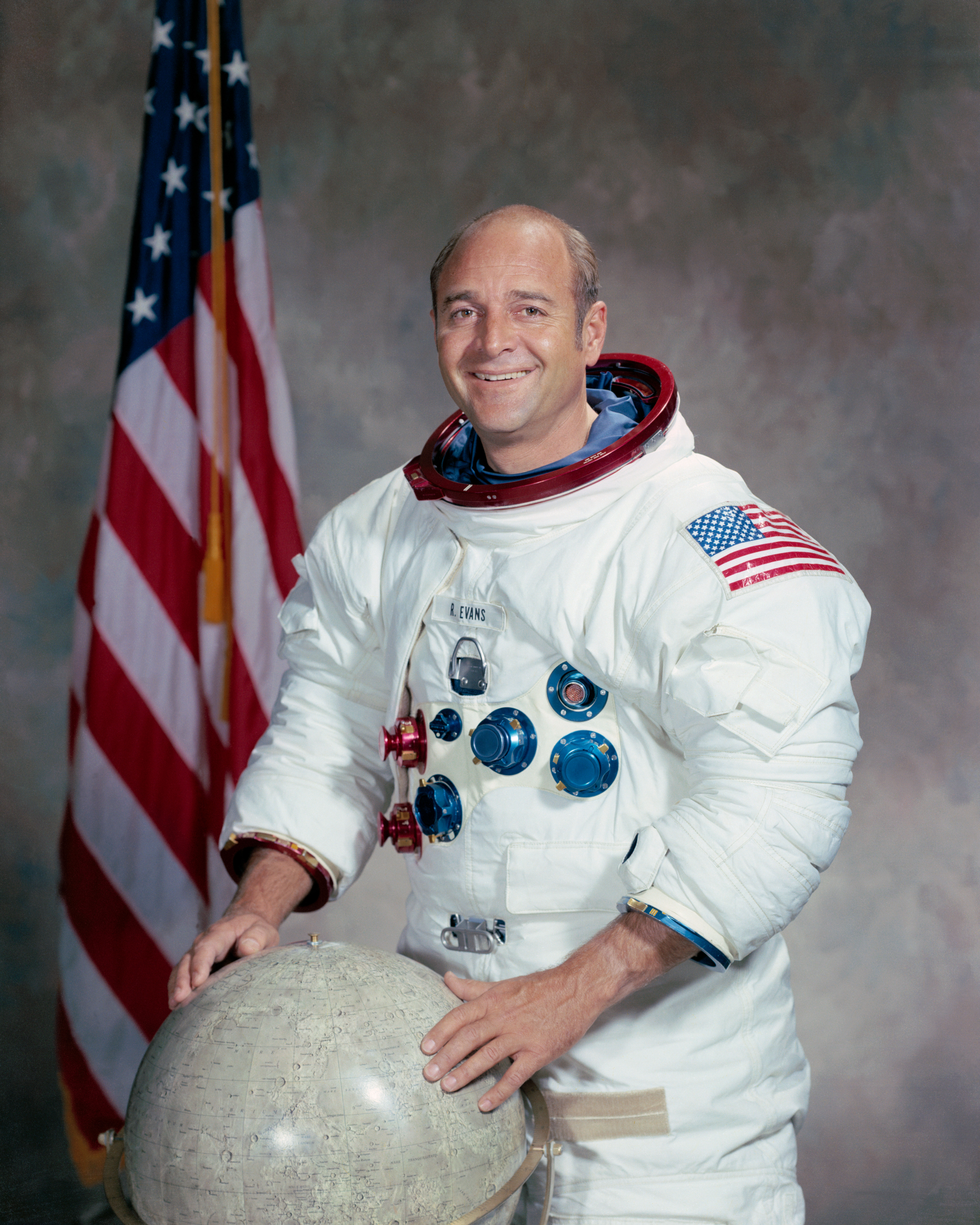
Ronald Evans
7 april

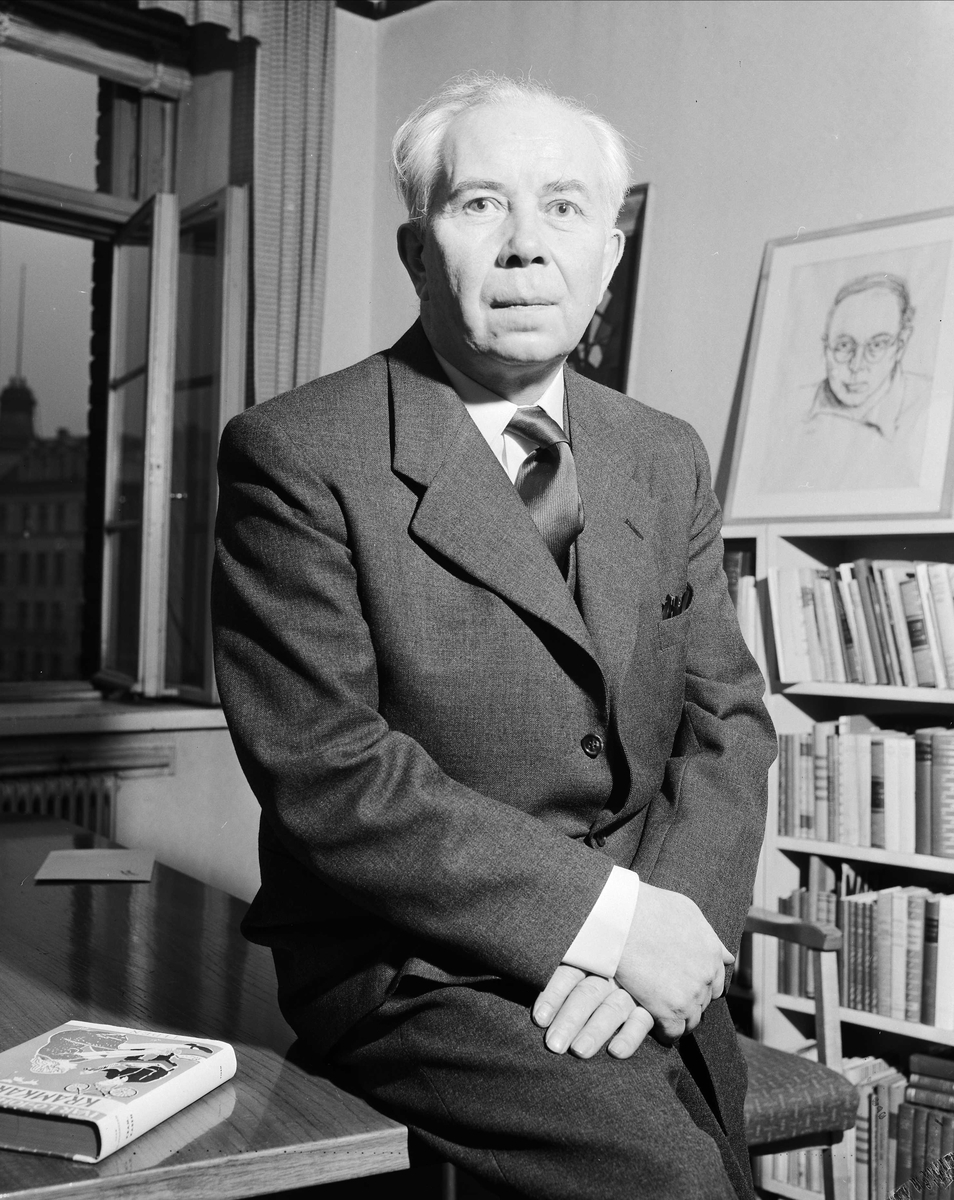
Ivar Lo-Johansson
11 april

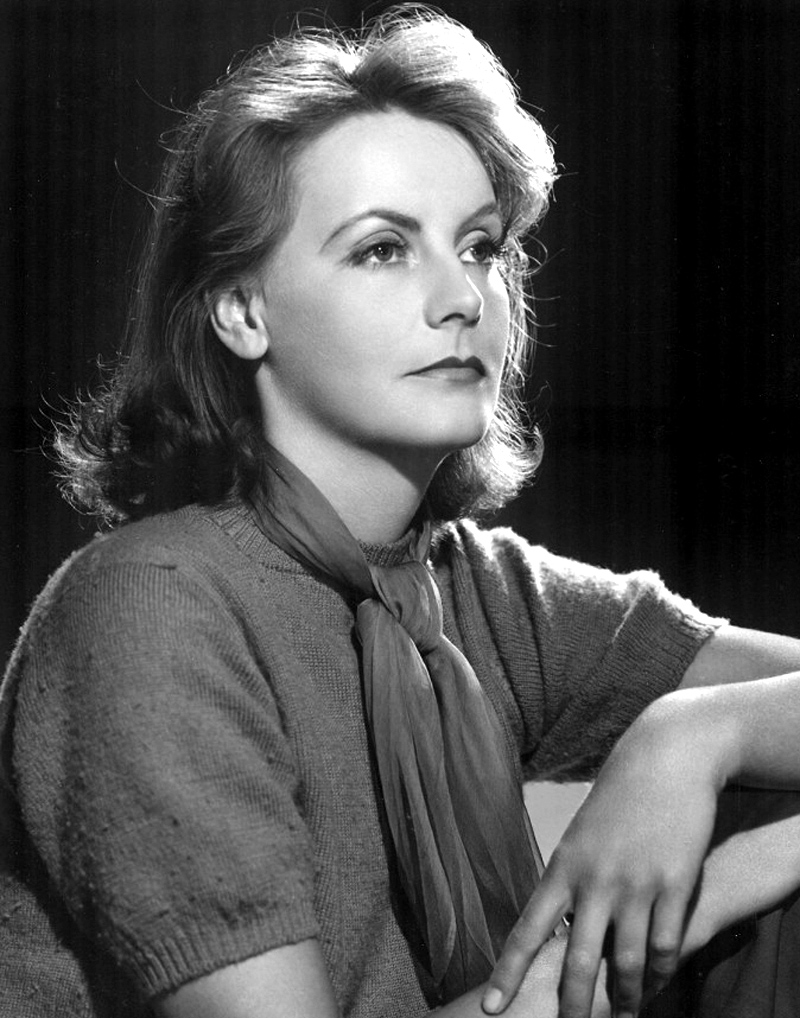
Greta Garbo
15 april

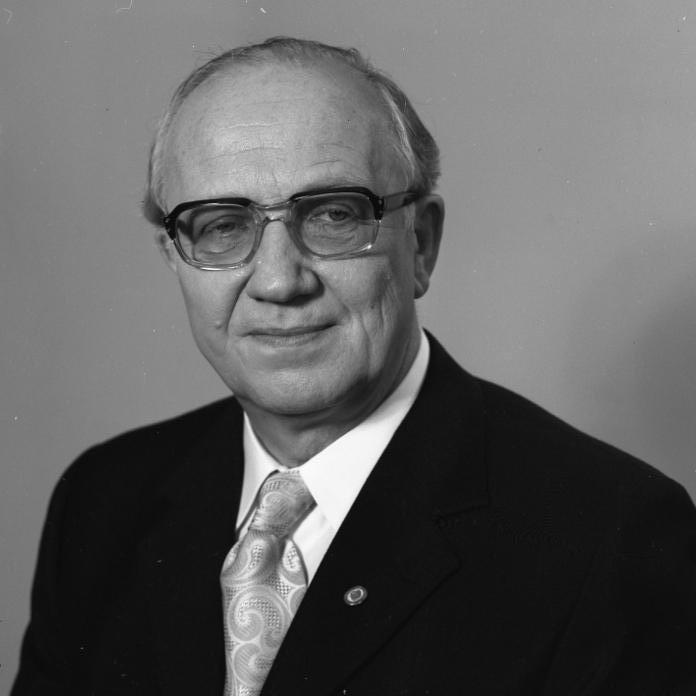
Horst Sindermann
20 april

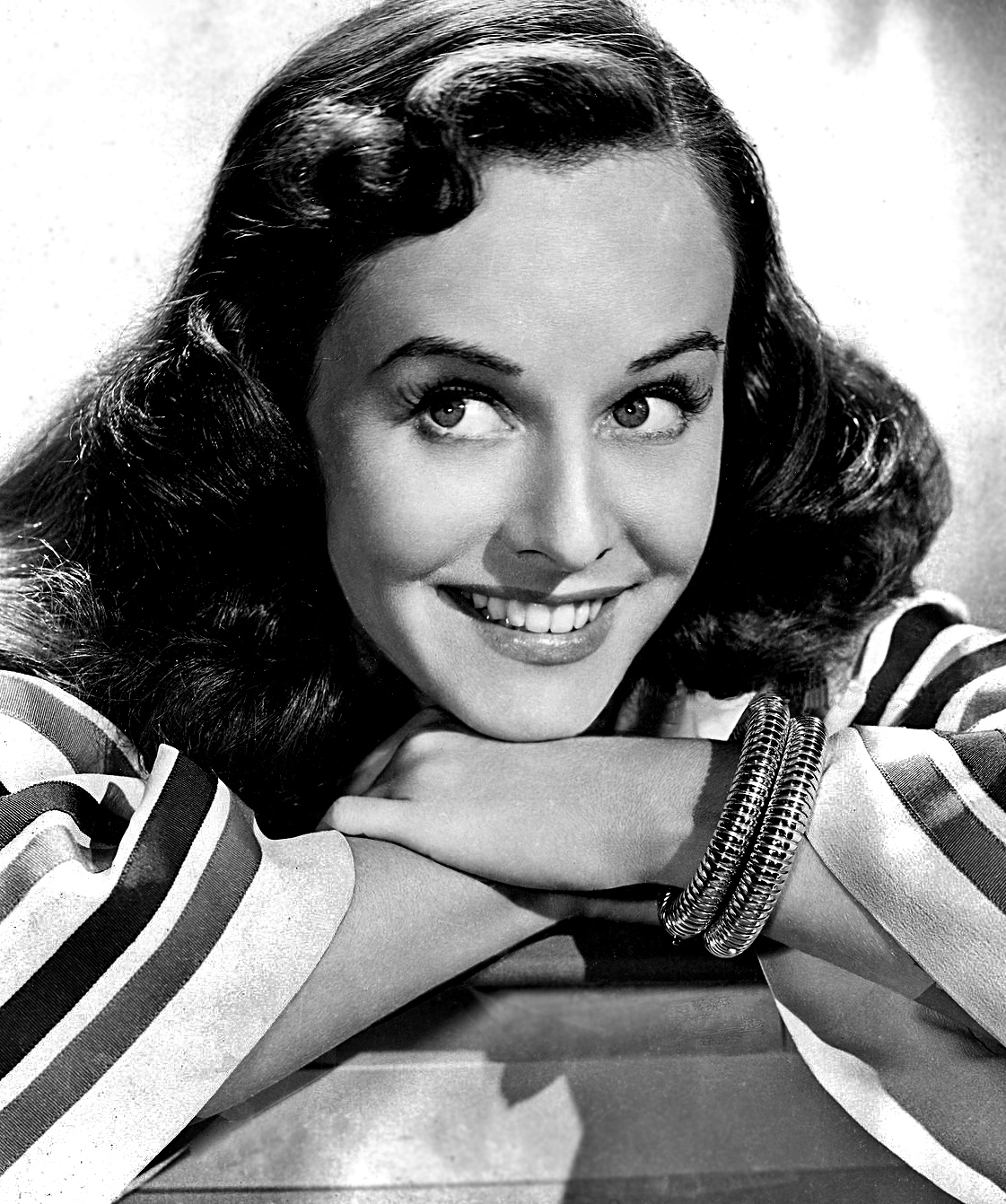
Paulette Goddard
23 april

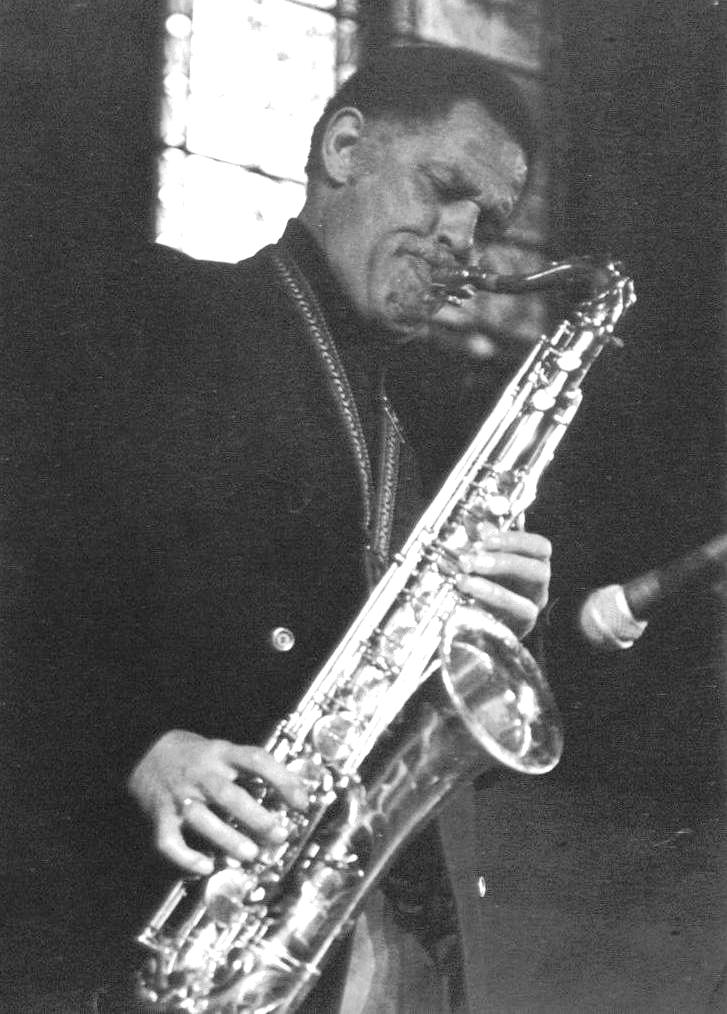
Dexter Gordon
25 april

| 1 | 2 | 3 | 4 | 5 | 6 | 7 | 8 | 9 | 10 | 11 | 12 | 13 | 14 | 15 | 16 | 17 | 18 | 19 | 20 | 21 | 22 | 23 | 24 | 25 | 26 | 27 | 28 | 29 | 30 |
| - | - | - | - | - | - | - | - | - | -- | -- | -- | -- | -- | -- | -- | -- | -- | -- | -- | -- | -- | -- | -- | -- | -- | -- | -- | -- | -- |

### 1 april
- Carlos Peucelle (81), Argentijns voetballer

### 2 april
- Aldo Fabrizi (84), Italiaans acteur en filmregisseur

### 3 april
- Sarah Vaughan (66), Amerikaans jazz-zangeres
- Daan Vervaet (50), Belgisch politicus

### 4 april
- Louis Corten (68), Nederlands burgemeester
- Bernhard Rensch (90), Duits bioloog en ornitholoog
- Paul Yoder (81), Amerikaans componist

### 5 april
- Nico Scheepmaker (59), Nederlands journalist en dichter
- Coen Schilt (82), Nederlands beeldhouwer en kunstschilder

### 6 april
- James MacNabb (88), Brits roeier
- Joel de Oliveira Monteiro (85), Braziliaans voetballer

### 7 april
- Ronald Evans (56), Amerikaans astronaut

### 8 april
- Ryan White (18), Amerikaans aidsactivist

### 9 april
- Jozef Olaerts (76), Belgisch politicus

### 11 april
- Klaas Bolt (63), Nederlands organist
- Ivar Lo-Johansson (89), Zweeds schrijver en dichter

### 12 april
- Jef Lahaye (57), Nederlands wielrenner
- Gerard Langemeijer (86), Nederlands jurist
- Albert van Schendel (77), Nederlands wielrenner

### 13 april
- Cornelia Frijters (81), laatste begijn van Nederland

### 14 april
- Lex van der Jagt (49), Nederlands politicus
- Flor Lambrechts (80), Belgisch voetballer
- Sabicas (78), Spaans gitarist

### 15 april
- Greta Garbo (84), Zweeds-Amerikaans actrice
- Pepca Kardelj (76), Sloveens-Joegoslavisch politicus

### 16 april
- Nora Boerman (63), Nederlandse hoorspelactrice
- Leendert van der Pijl (86), Nederlands botanicus

### 17 april
- Ralph Abernathy (64), Amerikaans burgerrechtenactivist
- Anton Bicker Caarten (87), Nederlands molendeskundige en schrijver
- Frits Portheine (67), Nederlands politicus
- Angelo Schiavio (84), Italiaans voetballer

### 18 april
- Bob Drake (70), Amerikaans autocoureur
- Gory Guerrero (68), Amerikaans worstelaar
- Frédéric Rossif (67), Frans filmregisseur
- Robert D. Webb (87), Amerikaans filmregisseur

### 20 april
- Leendert Kievit (71), Nederlands predikant
- Simon Kohler (73), Zwitsers politicus
- Horst Sindermann (74), Oost-Duits politicus

### 21 april
- Erté (97), Russisch-Frans ontwerper

### 23 april
- Paulette Goddard (79), Amerikaans filmactrice

### 25 april
- Dexter Gordon (67), Amerikaans jazzsaxofonist

### 26 april
- Henri Maeren (58), Belgisch poppenspeler
- Menso Johannes Menso (87), Nederlands atleet

### 27 april
- Vladimir Stoychev (98), Bulgaars militair

### 28 april
- Lucien Gekiere (77), Belgisch componist
- Frits Sieger (96), Nederlands beeldhouwer

### 30 april
- H.J. van Nijnatten-Doffegnies (92), Nederlands schrijfster
- Red Roundtree (84), Amerikaans banjospeler

## Mei

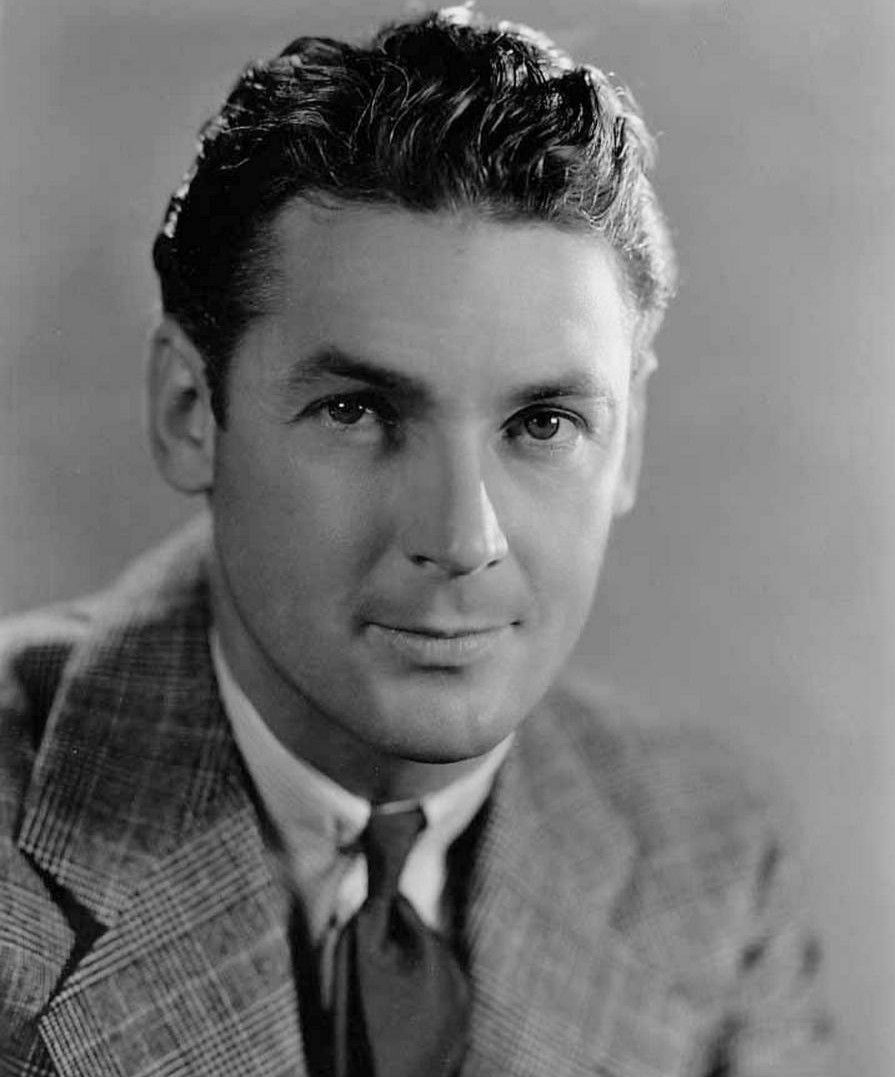
Charles Farrell
6 mei

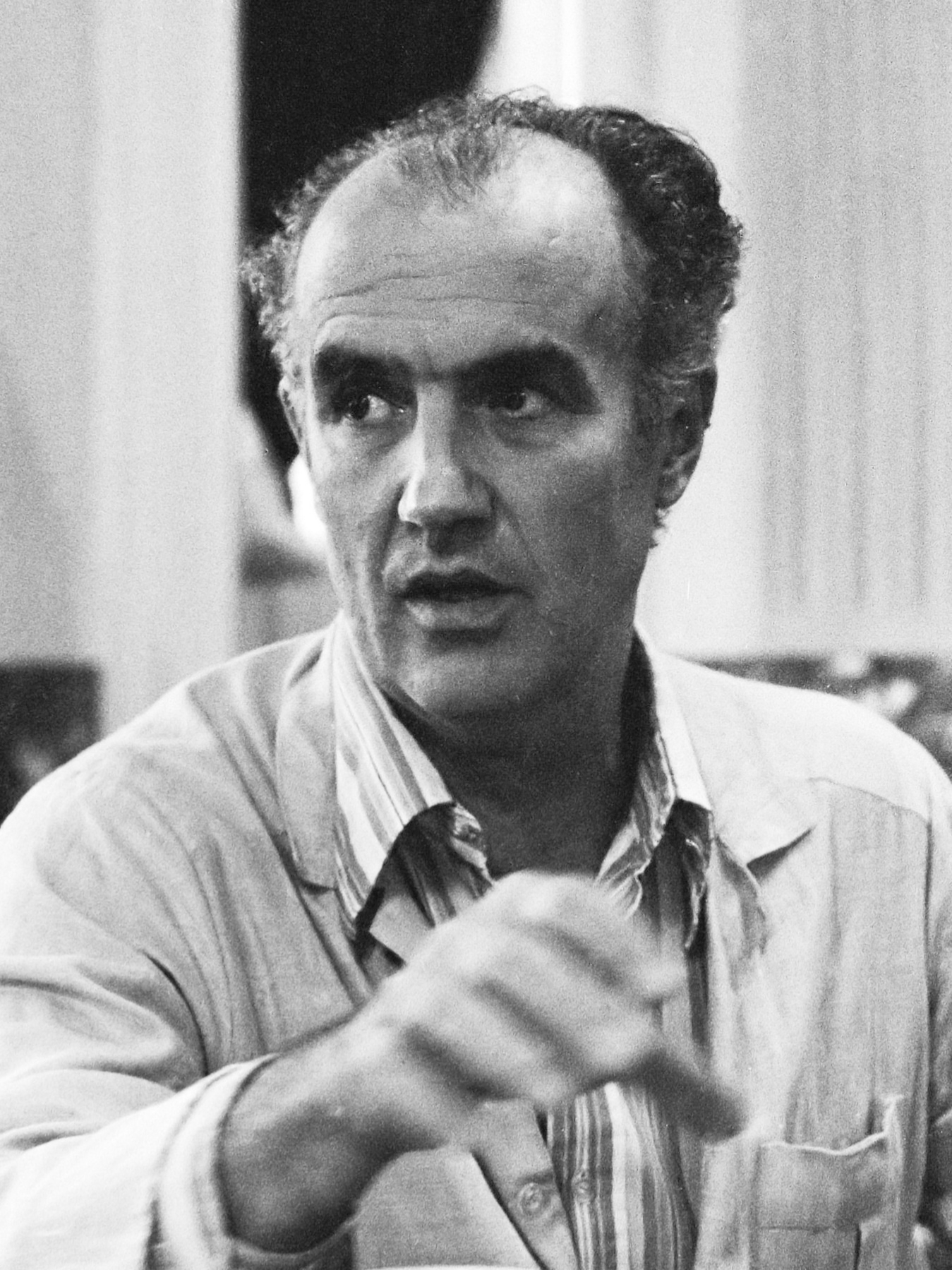
Luigi Nono
8 mei

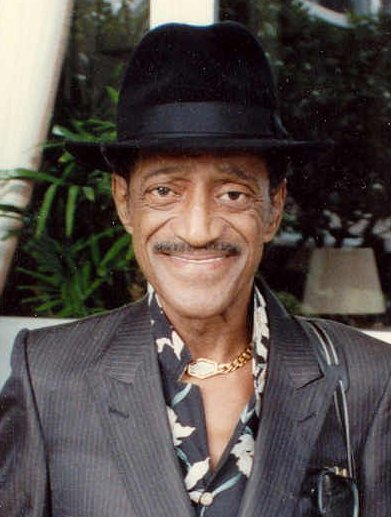
Sammy Davis jr.
16 mei

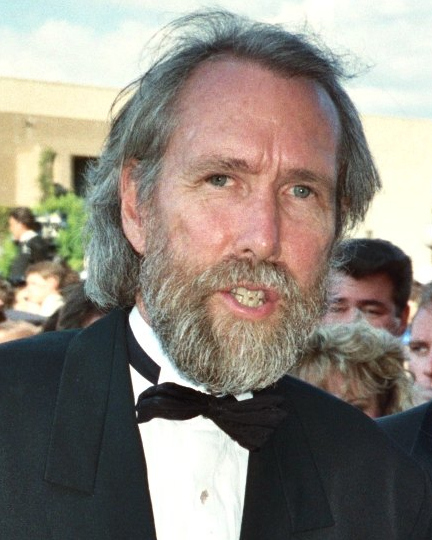
Jim Henson
16 mei

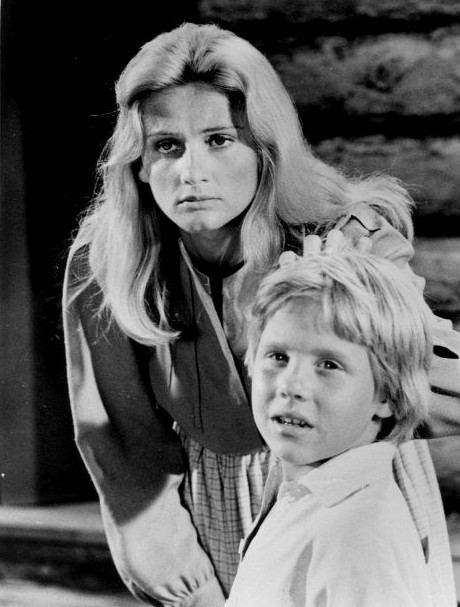
Jill Ireland
18 mei

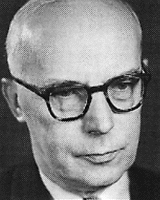
Willy Spühler
31 mei

| 1 | 2 | 3 | 4 | 5 | 6 | 7 | 8 | 9 | 10 | 11 | 12 | 13 | 14 | 15 | 16 | 17 | 18 | 19 | 20 | 21 | 22 | 23 | 24 | 25 | 26 | 27 | 28 | 29 | 30 | 31 |
| - | - | - | - | - | - | - | - | - | -- | -- | -- | -- | -- | -- | -- | -- | -- | -- | -- | -- | -- | -- | -- | -- | -- | -- | -- | -- | -- | -- |

### 1 mei
- Frits Warmolt Went (86), Nederlands-Amerikaans bioloog

### 3 mei
- Pimen I van Moskou (79), patriarch van Moskou

### 5 mei
- Walter Bruch (82), Duits elektrotechnicus en televisiepionier

### 6 mei
- Charles Farrell (88), Amerikaans acteur

### 7 mei
- André van Joegoslavië (60), lid Joegoslavische vorstenhuis

### 8 mei
- Luigi Nono (66), Italiaans componist
- Edsard Schlingemann (23), Nederlands zwemmer

### 10 mei
- Walker Percy (73), Amerikaans schrijver

### 11 mei
- Venedikt Jerofejev (51), Russisch schrijver
- Paul Permeke (71), Belgisch kunstschilder

### 12 mei
- Andrej Pavlovitsj Kirilenko (83), Sovjet-Russisch politicus

### 13 mei
- Joseph Lodewijk Theodorus van Alebeek (73), Nederlands Engelandvaarder
- Gerard van Hulst (80), Nederlands componist
- Léon Stynen (90), Belgisch architect

### 14 mei
- André Amellér (78), Frans componist, dirigent, muziekpedagoog en contrabassist
- Frantz Van Dorpe (83), Belgisch politicus

### 16 mei
- Sammy Davis jr. (64), Amerikaans zanger en acteur
- Jim Henson (53), Amerikaans poppenspeler, producent en regisseur

### 17 mei
- Joseph Henry Ott (60), Amerikaans componist

### 18 mei
- Jill Ireland (54), Brits actrice

### 19 mei
- Gerard Dochy (86), Belgisch politicus

### 22 mei
- Herbert Baumann (63), Duits beeldhouwer
- Rocky Graziano (71), Amerikaans bokser
- Willem Grossouw (83), Nederlands theoloog
- Patrick Reid (79), Brits schrijver

### 24 mei
- Dries van der Lof (70), Nederlands autocoureur
- Julijans Vaivods (94), Lets kardinaal

### 26 mei
- René David (84), Frans rechtsgeleerde

### 27 mei
- Emmy van Swoll (92), Nederlands actrice

### 28 mei
- Wim Effern (83), Nederlands atleet

### 29 mei
- Hussein Onn (68), Maleisisch politicus

### 31 mei
- Art Lund (75), Amerikaans zanger en acteur
- Willy Spühler (88), Zwitsers politicus

## Juni

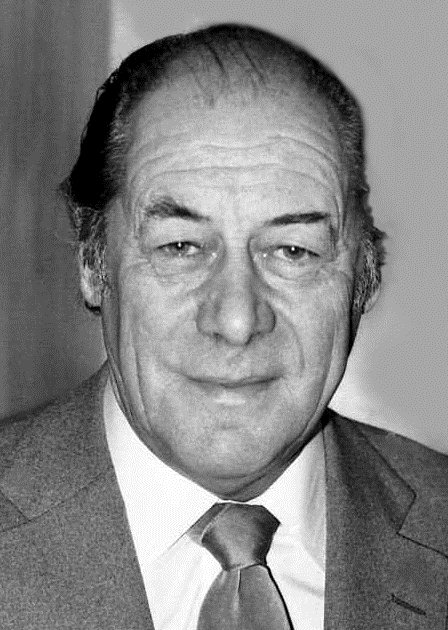
Rex Harrison
2 juni

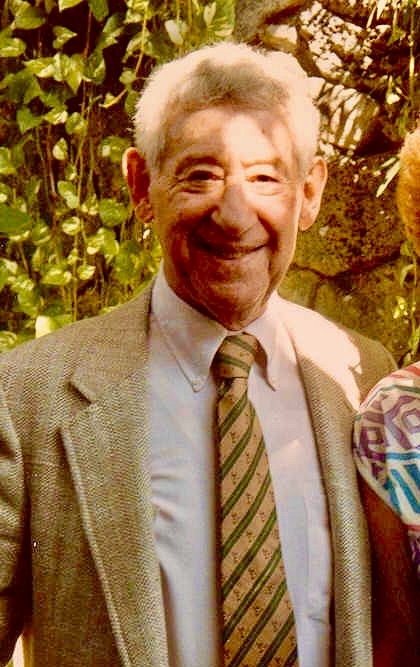
Jack Gilford
4 juni

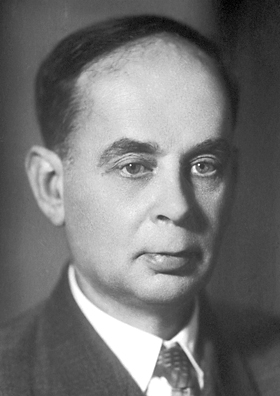
Ilja Frank
22 juni

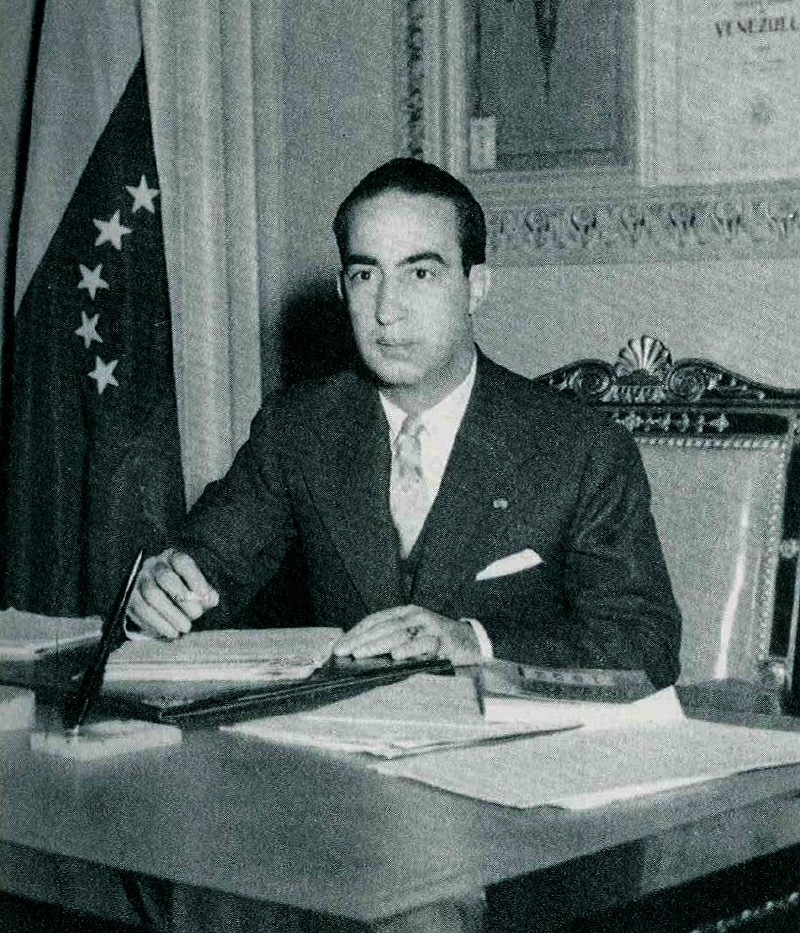
Germán Suárez Flamerich
24 juni

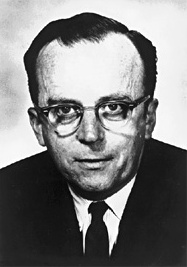
J.C.R. Licklider
26 juni

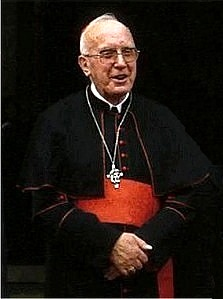
Josef Clemens Maurer
27 juni

| 1 | 2 | 3 | 4 | 5 | 6 | 7 | 8 | 9 | 10 | 11 | 12 | 13 | 14 | 15 | 16 | 17 | 18 | 19 | 20 | 21 | 22 | 23 | 24 | 25 | 26 | 27 | 28 | 29 | 30 |
| - | - | - | - | - | - | - | - | - | -- | -- | -- | -- | -- | -- | -- | -- | -- | -- | -- | -- | -- | -- | -- | -- | -- | -- | -- | -- | -- |

### 1 juni
- Wiesław Kielar (70), Pools schrijver
- Henri II t'Kint de Roodenbeke (78), lid Belgische adel

### 2 juni
- Rex Harrison (82), Brits acteur

### 3 juni
- Stiv Bators (40), Amerikaans zanger, componist en gitarist
- Robert Noyce (62), Amerikaans ondernemer

### 4 juni
- Ted Easton (57), Nederlands jazzmuzikant
- Jack Gilford (81), Amerikaans acteur

### 5 juni
- Vasili Koeznetsov (89), Russisch politicus
- Jan Zeldenrust (83), Nederlands patholoog-anatoom

### 6 juni
- Aram Movsejevitsj Satoents (77), Armeens componist

### 7 juni
- Lou Blackburn (67), Amerikaans trombonist
- Petar Šegvić (59), Joegoslavisch roeier

### 8 juni
- José Figueres Ferrer (83), Costa Ricaans staatsman

### 11 juni
- Bram Kool (53), Nederlands wielrenner
- Oldřich Nejedlý (80), Tsjechisch voetballer
- Monique de Selys Longchamps (84), Belgisch verzetsstrijder

### 12 juni
- Terence O'Neill (75), Noord-Iers politicus

### 13 juni
- Begum Ra'ana Liaquat Ali Khan (85), Pakistaanse diplomate

### 15 juni
- Nobuo Arai (81), Japans zwemmer
- Ernst August van Lippe (73), Duits prins

### 16 juni
- Dini Kerkmeester (68), Nederlands zwemster
- Eva Turner (98), Brits sopraan

### 17 juni
- Dick Elffers (79), Nederlands beeldend kunstenaar

### 18 juni
- Barbara Cason (61), Amerikaans actrice

### 19 juni
- Julian Aaron Cook (73), Amerikaans militair

### 22 juni
- Ilja Frank (81), Sovjet-Russisch natuurkundige
- Maarten Mooij (71), Nederlands kunstschilder en beeldhouwer

### 23 juni
- Wim Kat (85), Nederlands atleet

### 24 juni
- Germán Suárez Flamerich (83), president van Venezuela

### 25 juni
- Hannes Kügerl (84), Oostenrijks componist en musicus

### 26 juni
- Klaas van Dijk (76), Nederlands beeldhouwer en schilder
- J.C.R. Licklider (75), Amerikaans psycholoog en informaticus
- Johan Mulder (70), Nederlands politicus
- Myra Ward (73), Nederlands actrice

### 27 juni
- Josef Clemens Maurer (90), Duits kardinaal
- Gaston Williot (85), Belgisch politicus

### 28 juni
- Theo Boosten (69), Nederlands architect

### 29 juni
- Ruud Brink (52), Nederlands jazzmusicus
- Irving Wallace (74), Amerikaans schrijver

## Juli

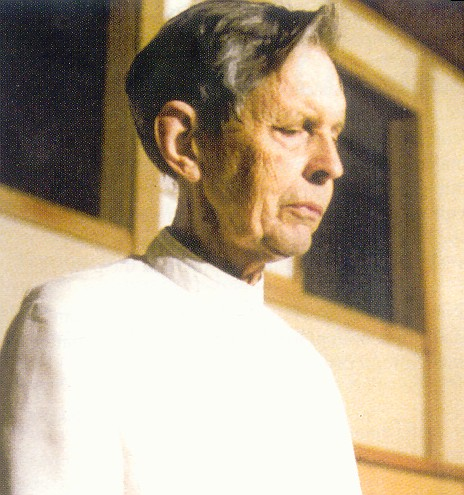
Hugo M. Enomiya Lassalle
7 juli

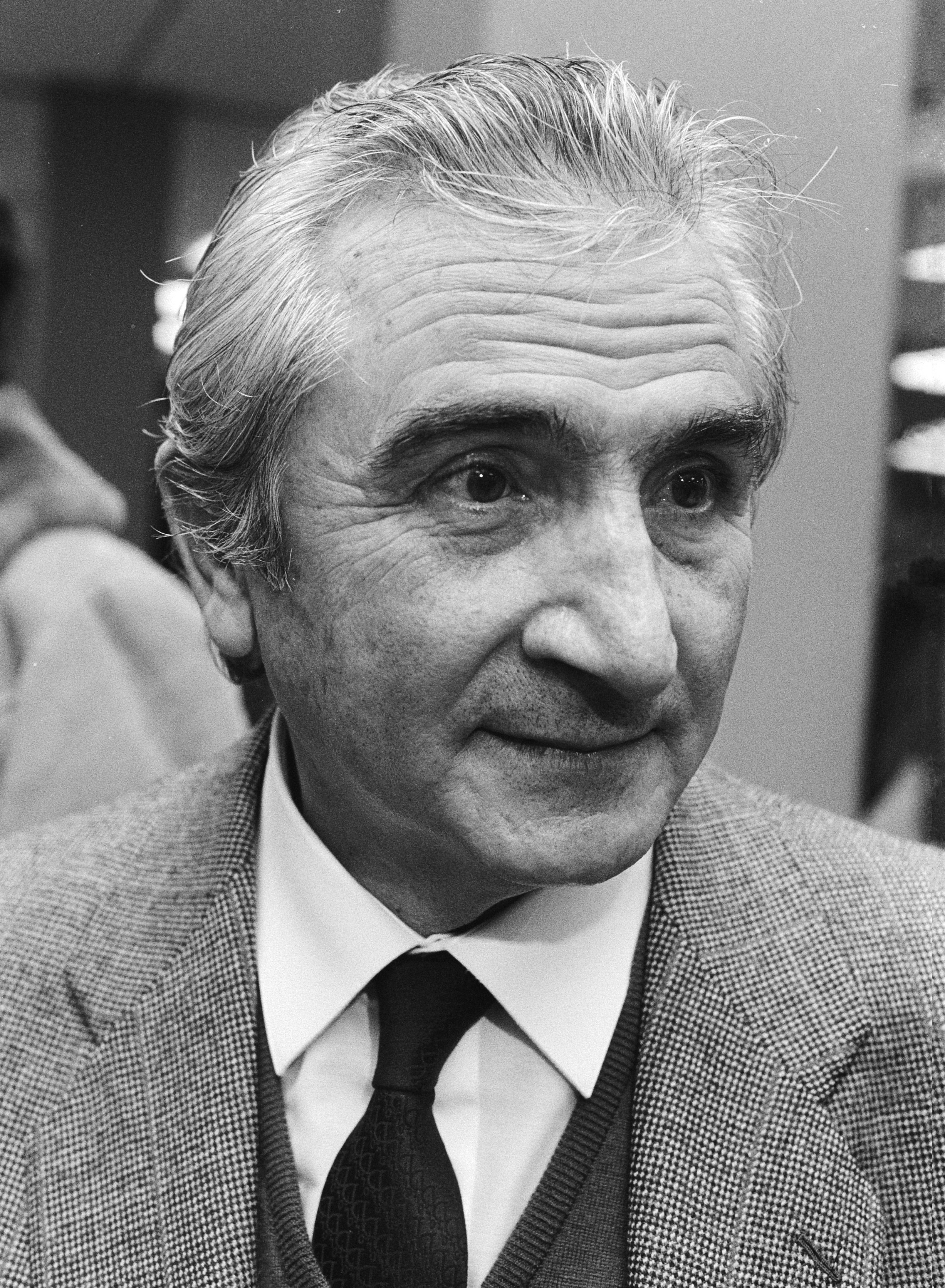
Miguel Muñoz
16 juli

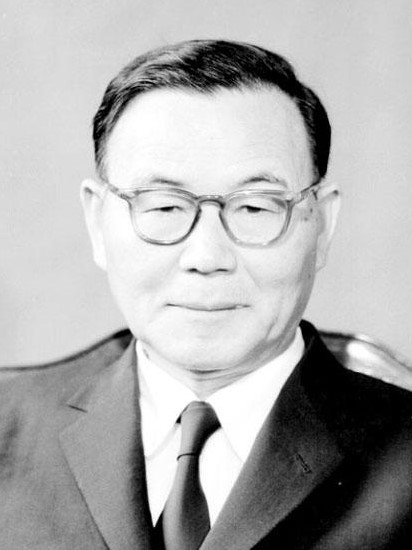
Yun Bo-seon
18 juli

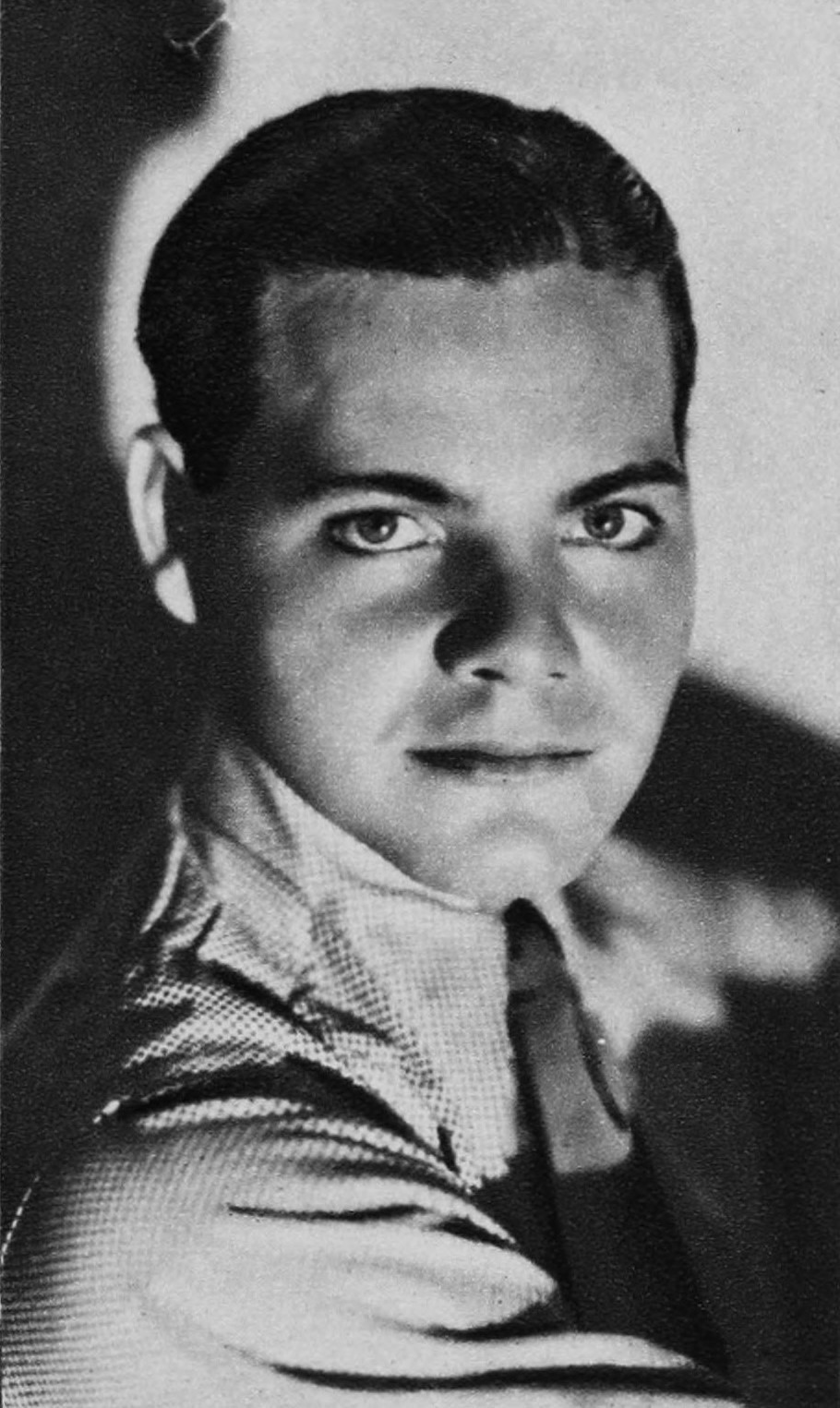
Eddie Quillan
19 juli

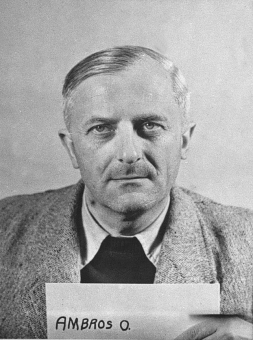
Otto Ambros
23 juli

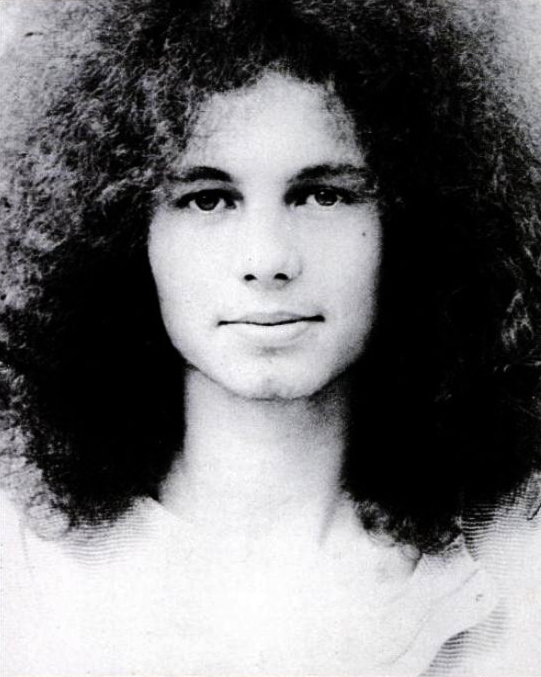
Bert Sommer
23 juli

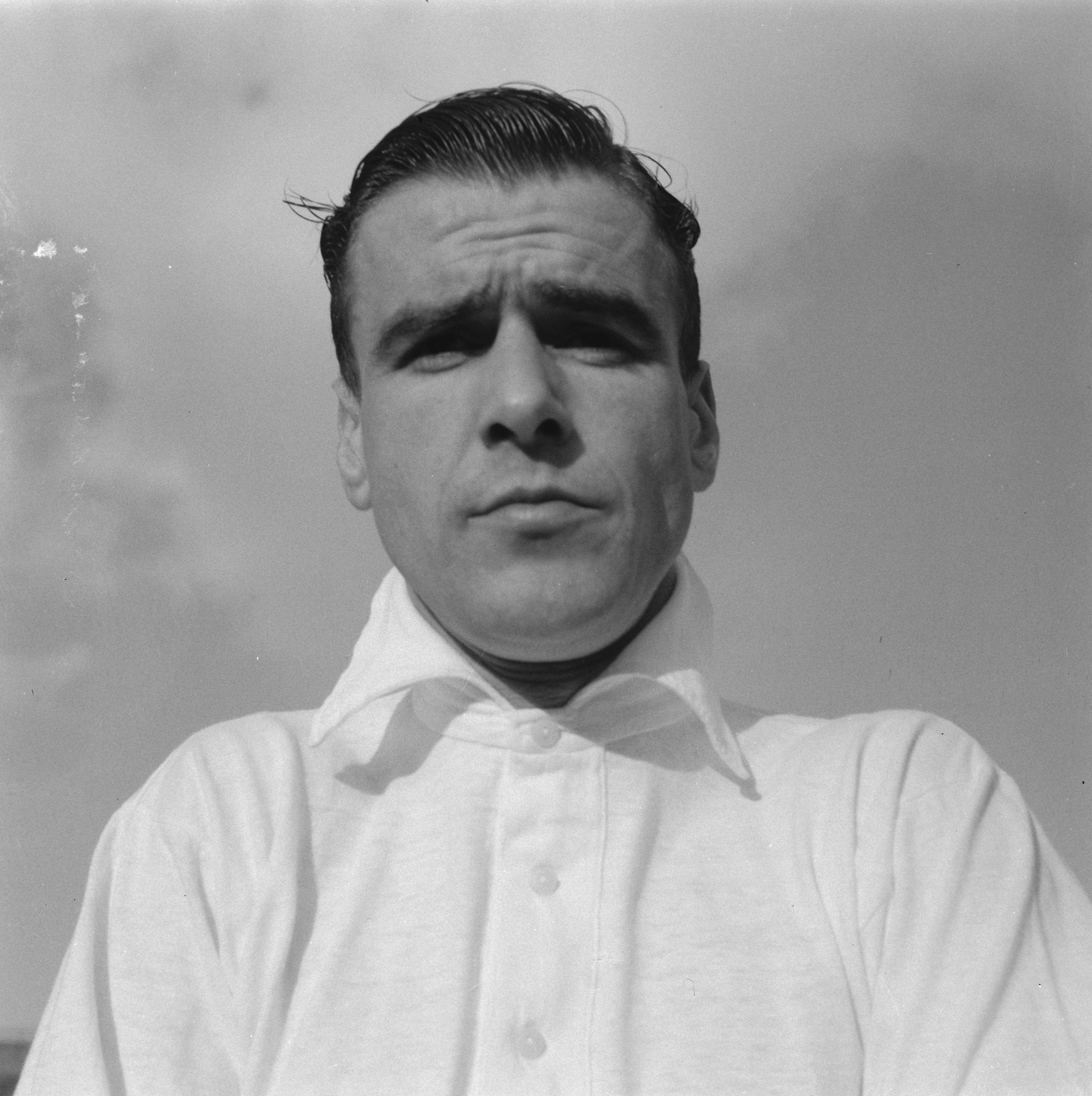
Coen Dillen
24 juli

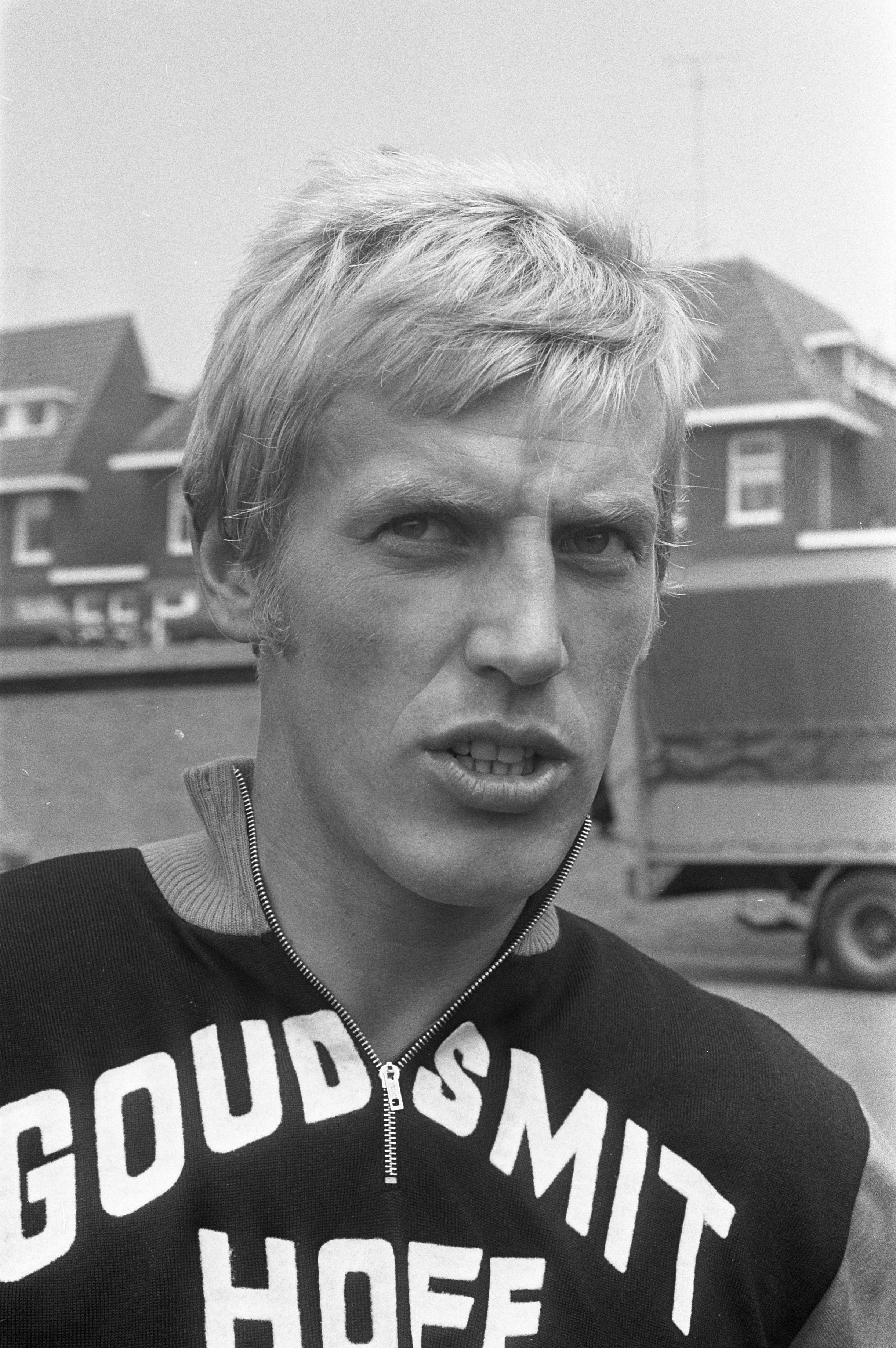
Leo Duyndam
26 juli

| 1 | 2 | 3 | 4 | 5 | 6 | 7 | 8 | 9 | 10 | 11 | 12 | 13 | 14 | 15 | 16 | 17 | 18 | 19 | 20 | 21 | 22 | 23 | 24 | 25 | 26 | 27 | 28 | 29 | 30 | 31 |
| - | - | - | - | - | - | - | - | - | -- | -- | -- | -- | -- | -- | -- | -- | -- | -- | -- | -- | -- | -- | -- | -- | -- | -- | -- | -- | -- | -- |

### 1 juli
- Jurriaan Schrofer (64), Nederlands grafisch ontwerper
- Willem Winkelman (102), Nederlands atleet

### 3 juli
- Max Seidenspinner (78), Duits componist en dirigent

### 4 juli
- George Zorab (92), Nederlands parapsycholoog

### 5 juli
- Arie Bastiaan van Brakel (80), Nederlands verzetsstrijder
- Joop Sjollema (89), Nederlands illustrator en kunstschilder

### 6 juli
- Ruth Becker (90), overlevende van de Titanic-ramp

### 7 juli
- Cazuza (32), Braziliaans zanger en liedjesschrijver
- Hugo M. Enomiya Lassalle (91), Duits geestelijke

### 8 juli
- Hans Faverey (56), Surinaams-Nederlands dichter

### 9 juli
- Friedrich Wegener (83), Duits medicus

### 10 juli
- Octaaf Verboven (77), Belgisch politicus

### 11 juli
- Onno Molenkamp (67), Nederlands acteur
- Jan Noordegraaf (62), Nederlands auteur en dichter

### 13 juli
- Laura Perls (84), Duits psychotherapeut

### 14 juli
- Walter Sedlmayr (64), Duits acteur

### 15 juli
- Jan Lucas van der Baan (78), Nederlands kunstenaar
- Margaret Lockwood (73), Engels actrice
- Hans Oskamp (53), Nederlands taalkundige en politicus

### 16 juli
- Miguel Muñoz (68), Spaans voetballer en voetbaltrainer

### 17 juli
- Lidija Ginzburg (88), Russisch schrijfster
- Cornelis Knulst (71), Nederlands militair
- Cornelis Labots (69), Nederlands kunstenaar
- Edward A. Murphy (72), Amerikaans ruimtevaartingenieur

### 18 juli
- Yves Chaland (33), Frans stripauteur
- Yun Bo-seon (92), Zuid-Koreaans politicus

### 19 juli
- Eddie Quillan (83), Amerikaans acteur

### 20 juli
- Sara Heyblom (98), Nederlands actrice
- Sergej Paradzjanov (66), Armeens regisseur en kunstenaar
- Marie Johan Teixeira de Mattos (93), Nederlands militair

### 21 juli
- Heitor Canalli (80), Braziliaans voetballer

### 22 juli
- Manuel Puig (57), Argentijns schrijver

### 23 juli
- Otto Ambros (89), Duits chemicus en oorlogsmisdadiger
- Bert Sommer (41), Amerikaans singer-songwriter en acteur
- Kenjiro Takayanagi (91), Japans televisiepionier
- Hans-Paul Verhoef (33), Nederlands aidsactivist

### 24 juli
- Coen Dillen (63), Nederlands voetballer
- Pasquale Fornara (65), Italiaans wielrenner

### 25 juli
- John Lundström (71), Belgisch volkszanger
- Alfredo Piàn (77), Argentijns autocoureur

### 26 juli
- Leo Duyndam (42), Nederlands wielrenner
- Brent Mydland (37), Amerikaans muzikant
- Giorgio Scarlatti (68), Italiaans autocoureur

### 27 juli
- Elizabeth Allan (82), Brits actrice

### 28 juli
- Willem Frederik Golterman (92), Nederlands theoloog

### 29 juli
- Bruno Kreisky (79), Oostenrijks politicus

### 30 juli
- Gerard Boots (61), Nederlands burgemeester
- Edoeard Streltsov (53), Sovjet-Russisch voetballer
- Albert John Andrée Wiltens (75), Nederlands verzetsstrijder

### 31 juli
- Fernando Sancho (74), Spaans acteur

## Augustus

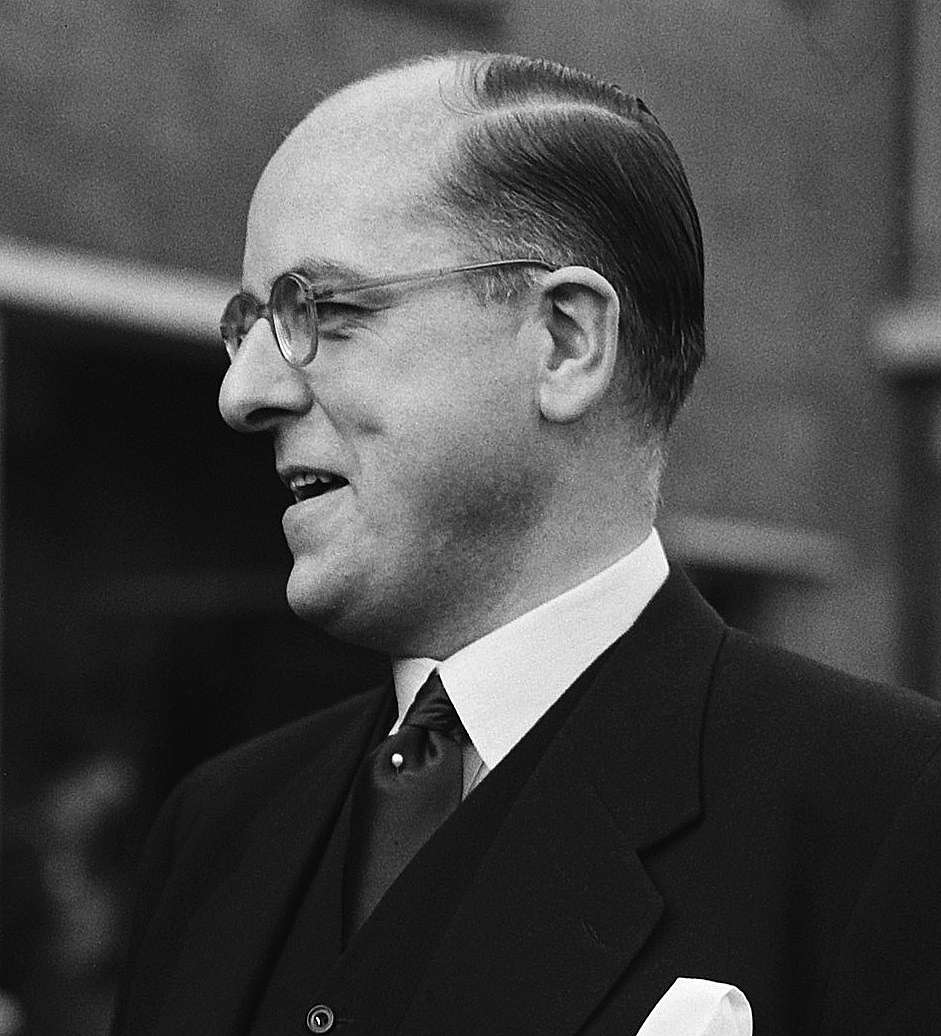
Frans Schokking
1 augustus

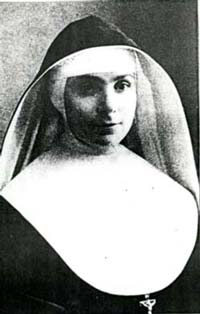
Eugenia Ravasio
10 augustus

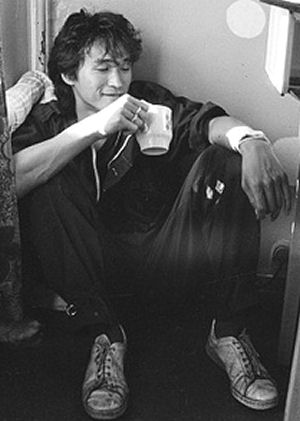
Viktor Tsoi
15 augustus

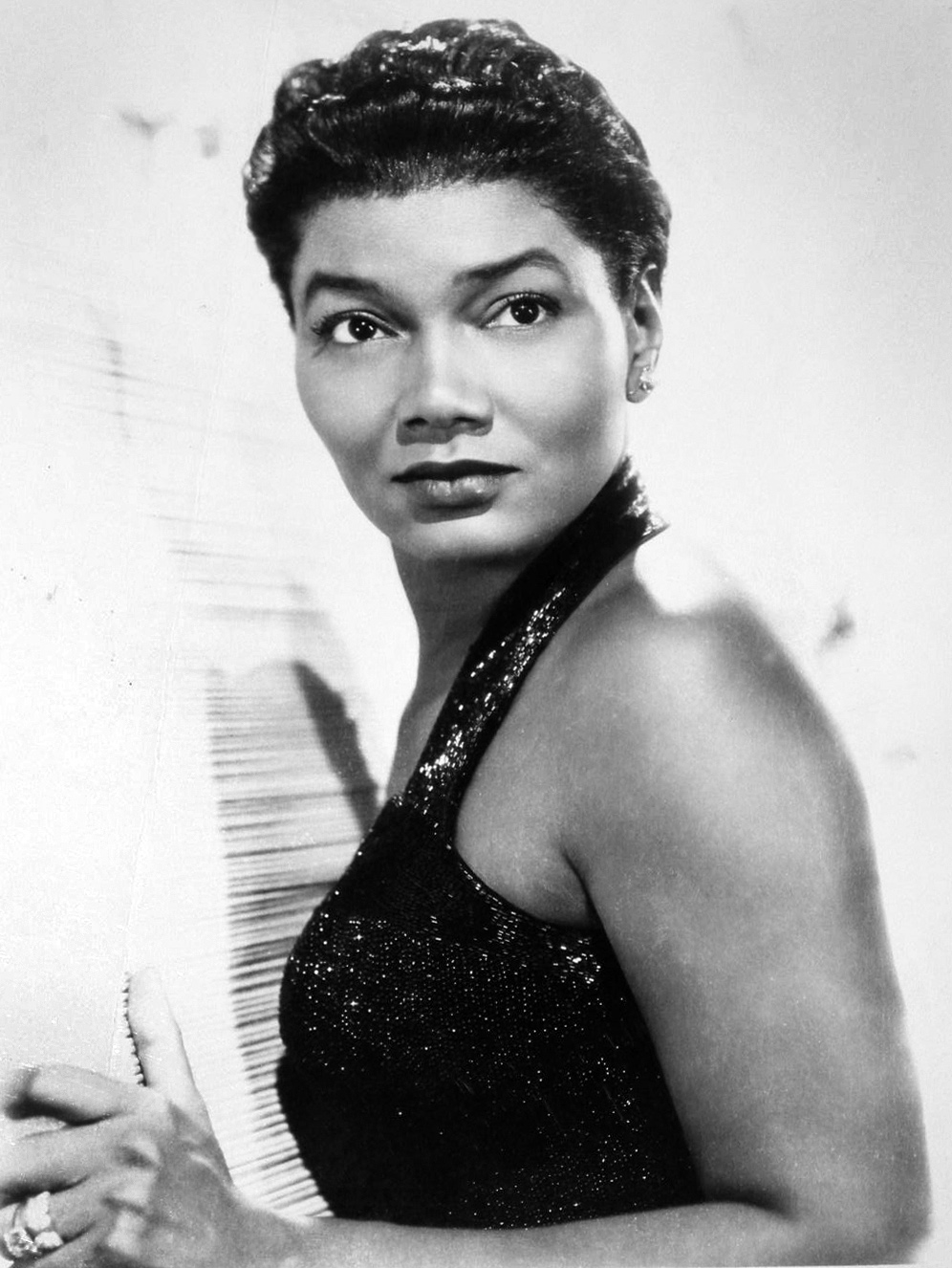
Pearl Bailey
17 augustus

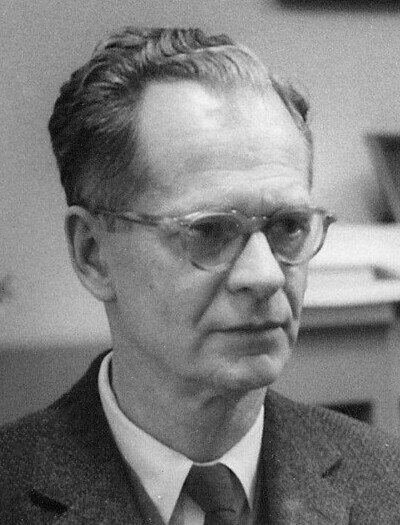
Burrhus Skinner
18 augustus

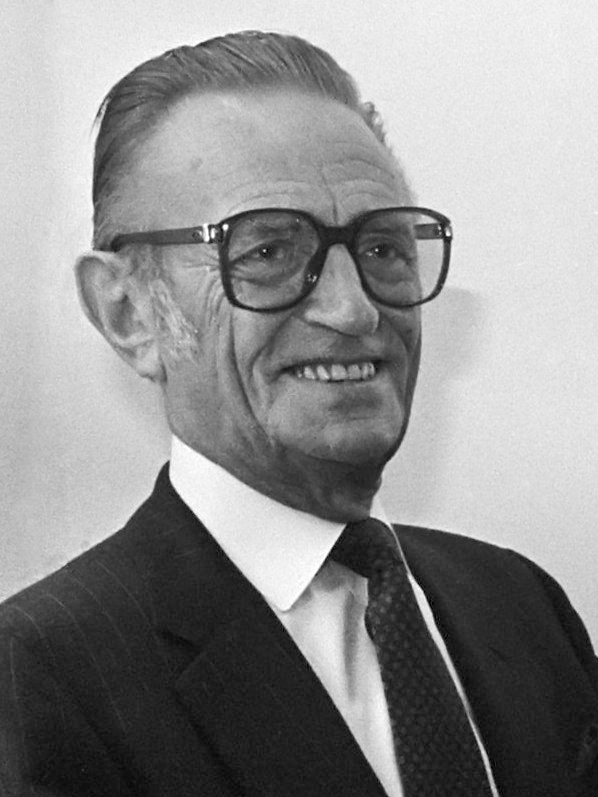
Willy Vandersteen
28 augustus

| 1 | 2 | 3 | 4 | 5 | 6 | 7 | 8 | 9 | 10 | 11 | 12 | 13 | 14 | 15 | 16 | 17 | 18 | 19 | 20 | 21 | 22 | 23 | 24 | 25 | 26 | 27 | 28 | 29 | 30 | 31 |
| - | - | - | - | - | - | - | - | - | -- | -- | -- | -- | -- | -- | -- | -- | -- | -- | -- | -- | -- | -- | -- | -- | -- | -- | -- | -- | -- | -- |

### 1 augustus
- Pieter Blaisse (79), Nederlands politicus
- Norbert Elias (93), Duits-Brits socioloog
- Theodoor Heynes (70), Nederlands kunstschilder
- Frans Schokking (82), Nederlands burgemeester
- Graham Young (42), Brits seriemoordenaar

### 3 augustus
- Louis Namèche (67), Belgisch politicus

### 4 augustus
- Mathias Goeritz (75), Duits-Mexicaans beeldhouwer, schilder en architect
- Rik Vandekerckhove (58), Belgisch politicus

### 5 augustus
- Herman Gooding (47), Surinaams politie-inspecteur
- Johannes Baptista Gerardus Maria de van der Schueren (91), Nederlands politicus

### 6 augustus
- Gordon Bunshaft (81), Amerikaans architect
- Antoon van Schendel (80), Nederlands wielrenner
- Jacques Soustelle (78), Frans antropoloog en politicus

### 7 augustus
- Phiny Dick (77), Nederlands schrijfster en illustratrice
- Reinard Zandvoort (96), Nederlands taalkundige

### 9 augustus
- Joe Mercer (76), Engels voetballer en voetbalcoach
- Władysław Orlicz (87), Pools wiskundige

### 10 augustus
- Eugenia Ravasio (82), Italiaans geestelijke

### 13 augustus
- Alejandro Otero (69), Venezolaans schilder en beeldhouwer

### 15 augustus
- Viktor Tsoi (28), Sovjet-Russisch rockzanger

### 17 augustus
- Pearl Bailey (72), Amerikaans actrice en zangeres

### 18 augustus
- Grethe Ingmann (52), Deens zangeres
- Raf Reymen (64), Belgisch acteur
- Burrhus Skinner (86), Amerikaans psycholoog

### 19 augustus
- An Rutgers van der Loeff (80), Nederlands schrijfster

### 20 augustus
- Maurice Gendron (69), Frans cellist

### 21 augustus
- Willem Kernkamp (78), Nederlands sportbestuurder

### 22 augustus
- Luigi Dadaglio (75), Italiaans kardinaal
- Günter Tollmann (64), Duits kunstenaar

### 23 augustus
- David Rose (80), Amerikaans componist, pianist en orkestleider

### 24 augustus
- Sergej Dovlatov (48), Russisch schrijver

### 25 augustus
- David Hampshire (72), Brits autocoureur
- Tom Krommendijk (23), Nederlands voetballer

### 26 augustus
- Ro Ogura (74), Japans componist
- Mário Pinto de Andrade (62), Angolees dichter en politicus

### 27 augustus
- Stevie Ray Vaughan (35), Amerikaans gitarist en zanger
- Jan Reuser (73), Nederlands burgemeester

### 28 augustus
- Victorio Spinetto (79), Argentijns voetballer en trainer
- Willy Vandersteen (77), Belgisch striptekenaar

### 29 augustus
- Luigi Beccali (82), Italiaans atleet
- Manly Palmer Hall (89), Canadees schrijver en mysticus

### 30 augustus
- Paul Deen (75), Nederlands acteur
- Bernard Tellegen (90), Nederlands ingenieur en uitvinder

## September

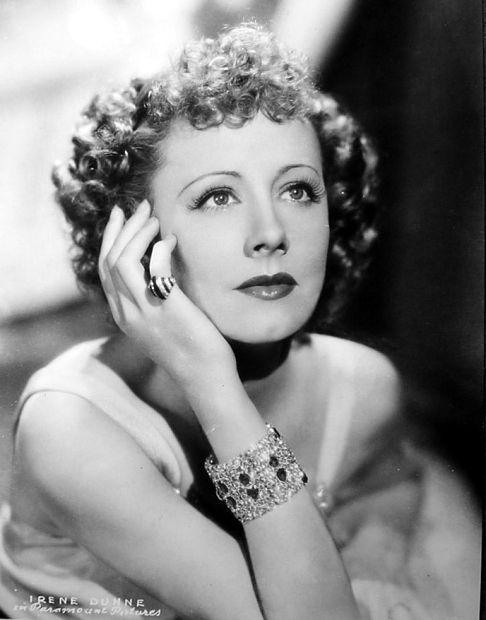
Irene Dunne
4 september

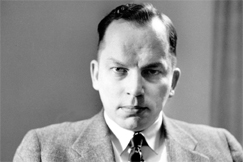
Ahti Karjalainen
7 september

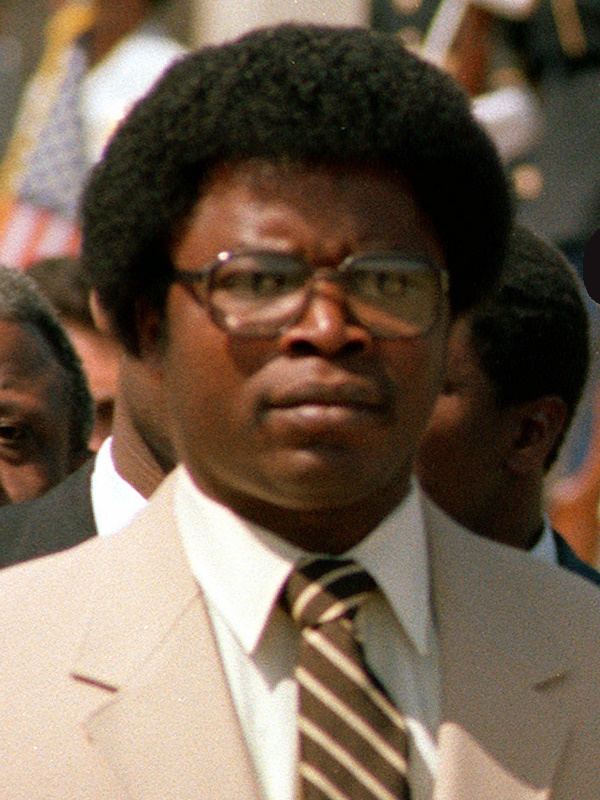
Samuel Doe
9 september

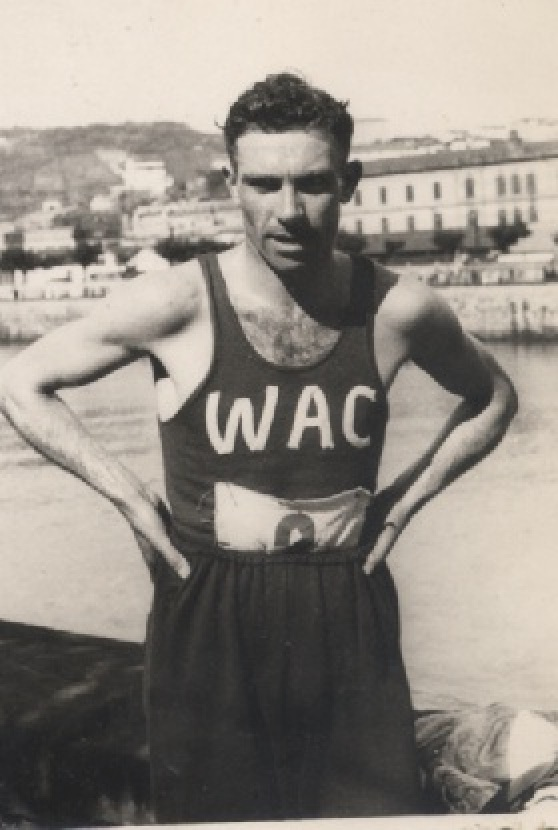
Frans Herman
21 september

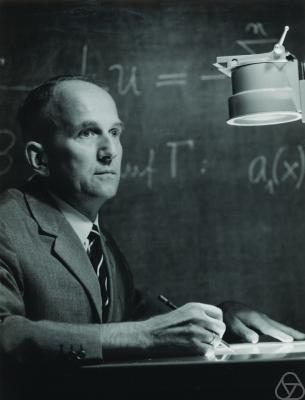
Lothar Collatz
26 september

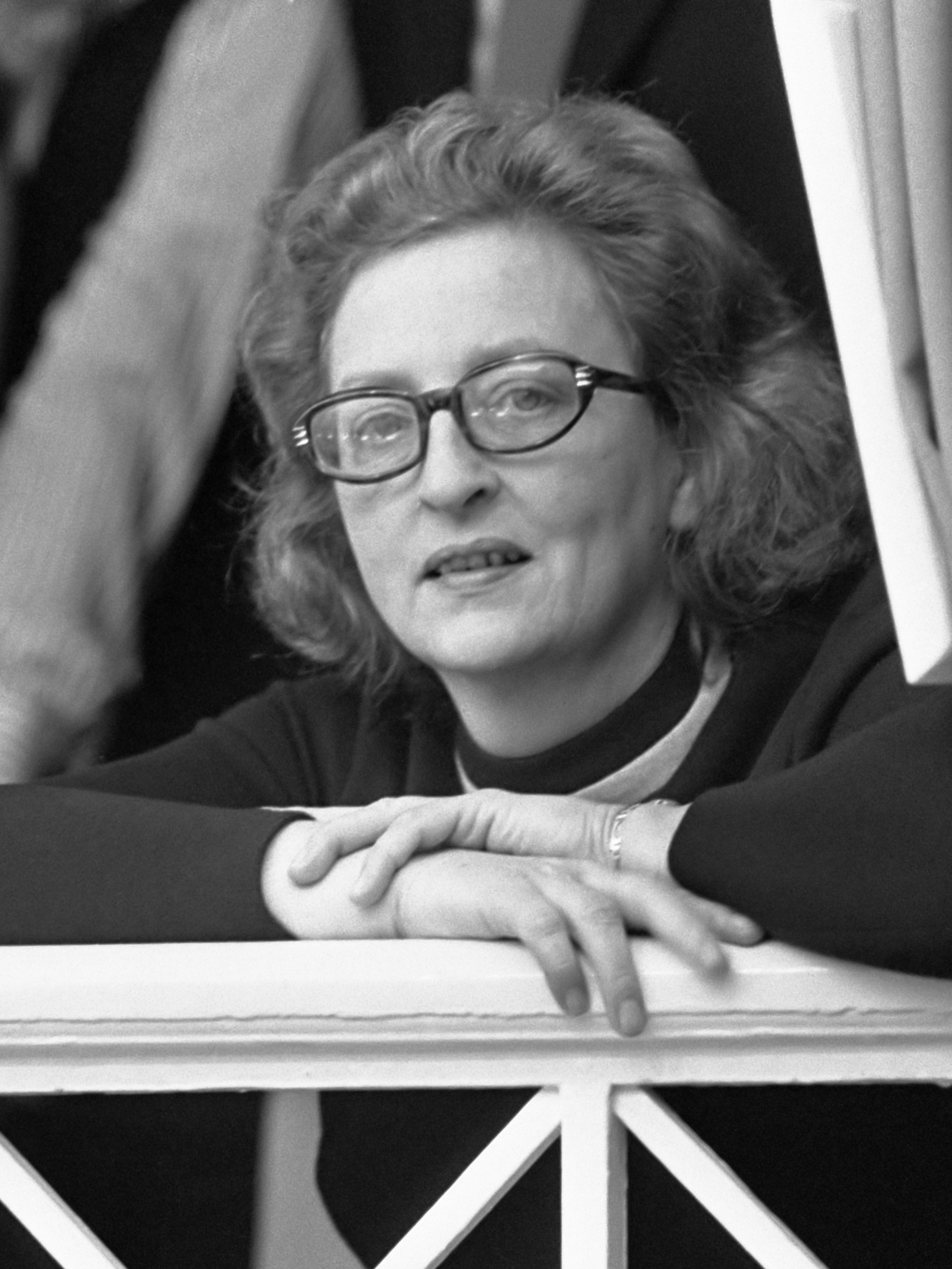
Liesbeth den Uyl
30 september

| 1 | 2 | 3 | 4 | 5 | 6 | 7 | 8 | 9 | 10 | 11 | 12 | 13 | 14 | 15 | 16 | 17 | 18 | 19 | 20 | 21 | 22 | 23 | 24 | 25 | 26 | 27 | 28 | 29 | 30 |
| - | - | - | - | - | - | - | - | - | -- | -- | -- | -- | -- | -- | -- | -- | -- | -- | -- | -- | -- | -- | -- | -- | -- | -- | -- | -- | -- |

### 1 september
- Geir Hallgrímsson (64), IJslands politicus

### 2 september
- John Bowlby (83), Brits psychiater
- Léon Van Hove (66), Belgisch fysicus
- Piet Stalmeier (78), Nederlands componist, dirigent, organist en muziekpedagoog

### 4 september
- Richard Brancart (68), Belgisch atleet
- Irene Dunne (91), Amerikaans actrice

### 6 september
- Tom Fogerty (48), Amerikaans gitarist
- Francisco Eppens Helguera (77), Mexicaans kunstenaar

### 7 september
- Ahti Karjalainen (67), Fins politicus
- Filibert van Savoye (95), prins uit het Huis Savoye
- A.J.P. Taylor (84), Brits historicus

### 8 september
- Antonín Závodný (78), Tsjechisch componist

### 9 september
- Nicola Abbagnano (89), Italiaans filosoof
- Samuel Doe (39), militair leider en president van Liberia

### 11 september
- Frederick Fyvie Bruce (79), Brits theoloog
- Durk van der Duim (82), Nederlands langeafstandschaatser
- Myrna Mack (40), Guatemalteeks antropologe en mensenrechtenactivist

### 12 september
- Dick Laan (68), Nederlands politicus

### 13 september
- Bert De Cleyn (73), Belgisch voetballer
- Phil Napoleon (89), Amerikaans jazztrompettist

### 14 september
- Wim De Craene (40), Belgisch zanger

### 15 september
- Gerard Veldkamp (69), Nederlands politicus

### 21 september
- Frans Herman (63), Belgisch atleet
- Xu Xiangqian (88), Chinees militair leider

### 23 september
- László Ladányi (76), Hongaars jezuïet

### 25 september
- Anton Koch (67), Nederlands historicus

### 26 september
- Lothar Collatz (80), Duits wiskundige
- Alberto Moravia (82), Italiaans schrijver

### 27 september
- Matvej Blanter (87), Russisch componist

### 28 september
- Roy Adkins (42), Brits crimineel
- Karl zu Leiningen (62), lid Duitse adel

### 30 september
- Michel Leiris (89), Frans etholoog, dichter en schrijver
- Liesbeth den Uyl (66), Nederlands activiste en publiciste
- Patrick White (78), Australisch schrijver

## Oktober

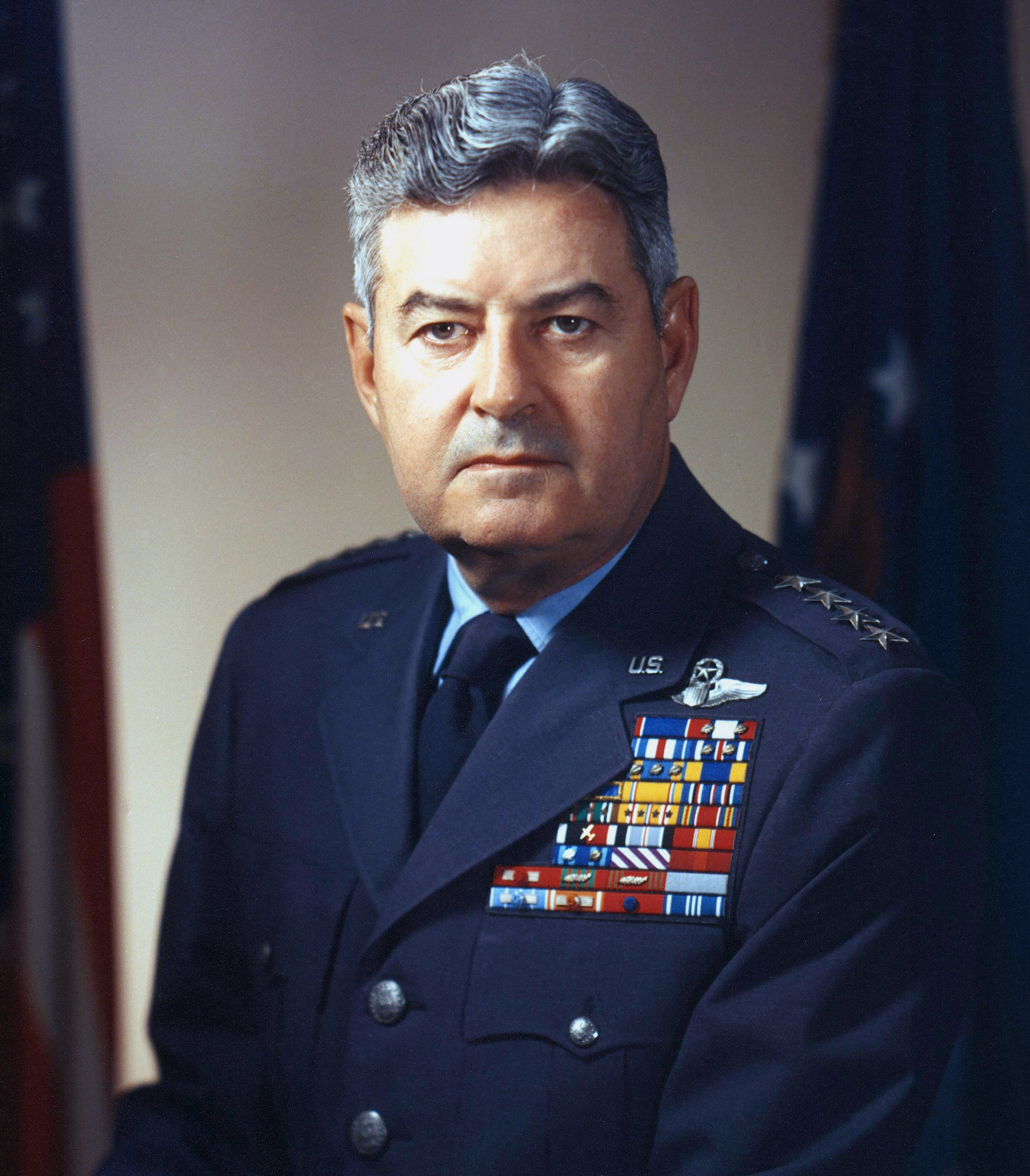
Curtis LeMay
1 oktober

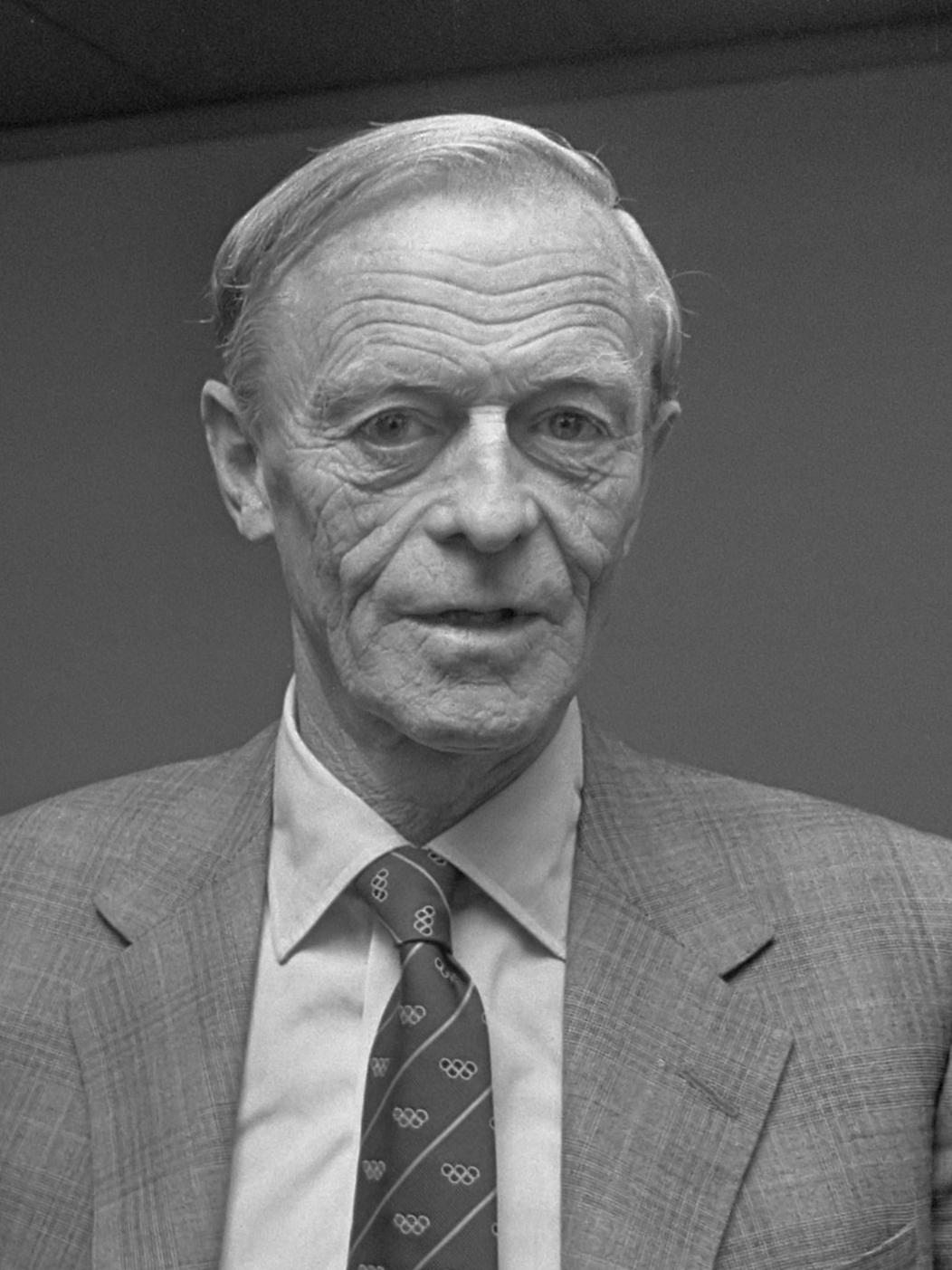
Hans Teengs Gerritsen
7 oktober

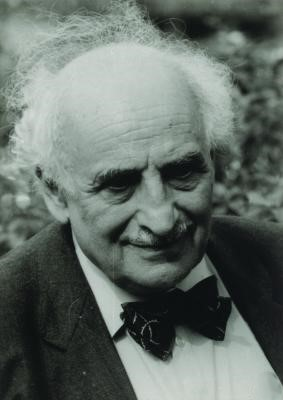
Hans Freudenthal
13 oktober

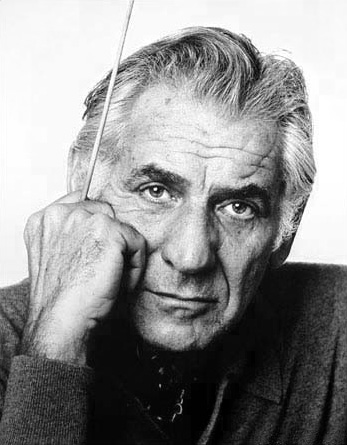
Leonard Bernstein
14 oktober

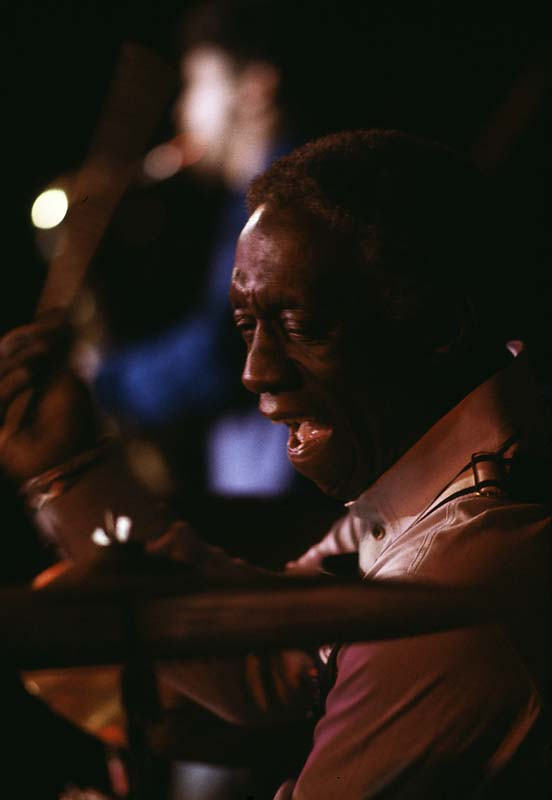
Art Blakey
16 oktober

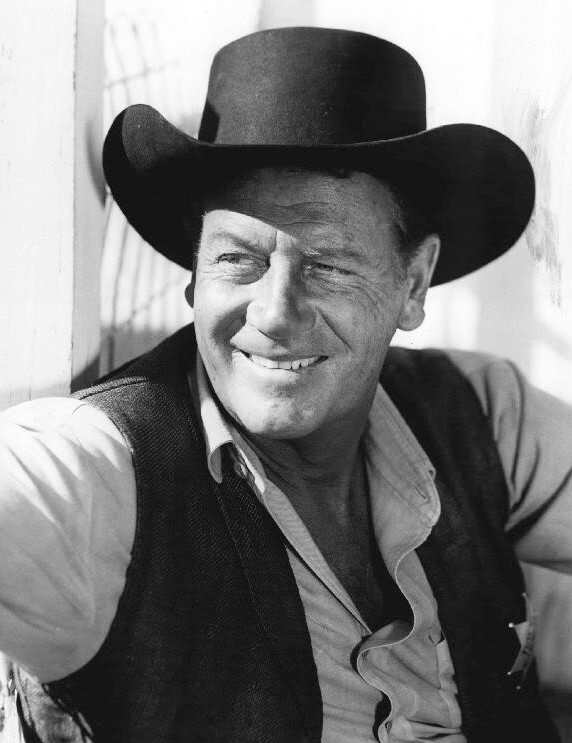
Joel McCrea
20 oktober

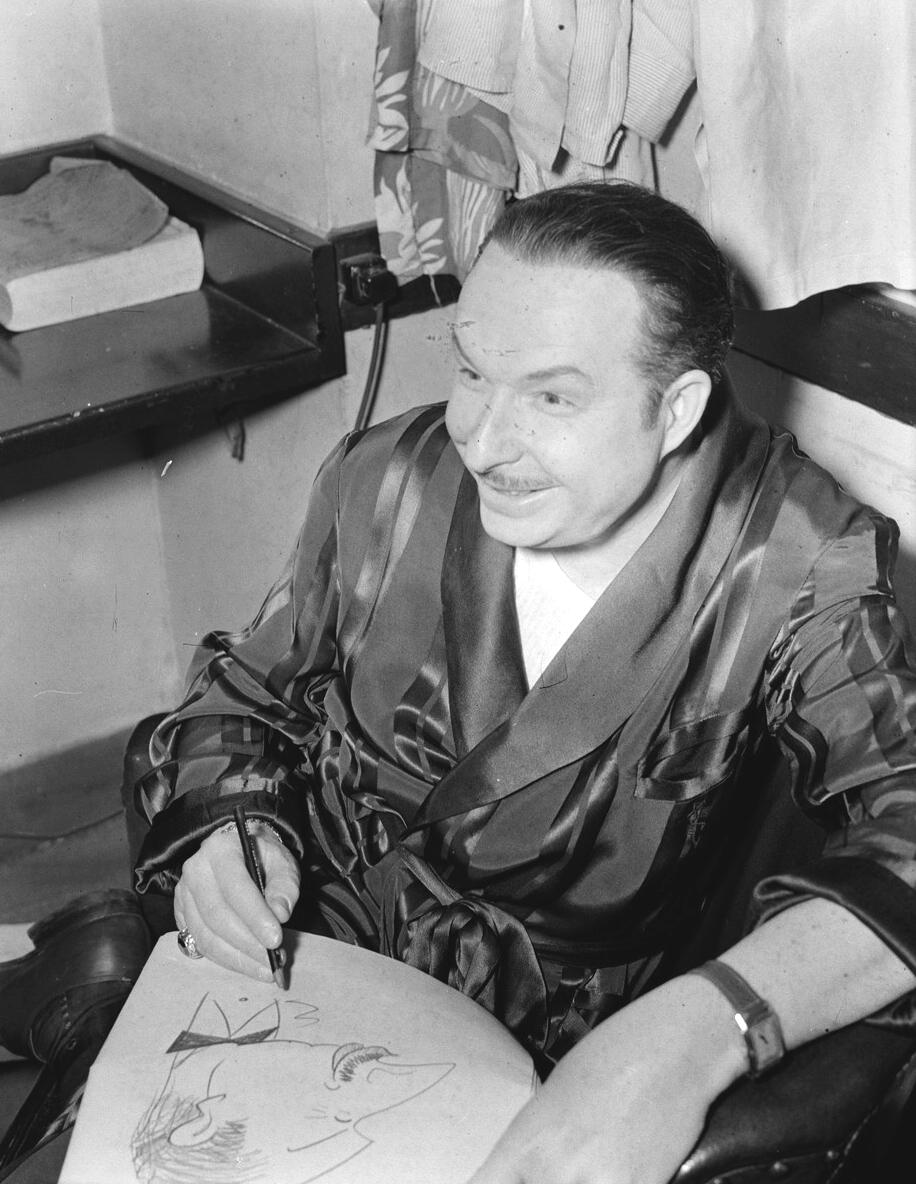
Xavier Cugat
27 oktober

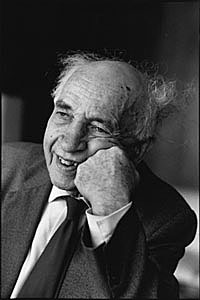
Alfred Sauvy
30 oktober

| 1 | 2 | 3 | 4 | 5 | 6 | 7 | 8 | 9 | 10 | 11 | 12 | 13 | 14 | 15 | 16 | 17 | 18 | 19 | 20 | 21 | 22 | 23 | 24 | 25 | 26 | 27 | 28 | 29 | 30 | 31 |
| - | - | - | - | - | - | - | - | - | -- | -- | -- | -- | -- | -- | -- | -- | -- | -- | -- | -- | -- | -- | -- | -- | -- | -- | -- | -- | -- | -- |

### 1 oktober
- John Bell (62), Brits wiskundige en natuurkundige
- Leon Clum (67), Amerikaans autocoureur
- Curtis LeMay (83), Amerikaans luchtmachtgeneraal

### 3 oktober
- Stefano Casiraghi (30), Italiaans ondernemer

### 4 oktober
- Waldemar Philippi (61), Duits voetballer
- Peter Taylor (62), Engels voetballer en trainer

### 5 oktober
- Jan van Heel (92), Nederlands kunstschilder
- Jan Hendrik Waszink (81), Nederlands latinist

### 7 oktober
- Rasjid bin Said Al Maktoem (78), politicus uit de Verenigde Arabische Emiraten
- Hans Teengs Gerritsen (82), Nederlands zakenman en verzetsstrijder
- Gerrit Jacob de Vries (84), Nederlands classicus

### 8 oktober
- Juan José Arévalo (85), Guatemalteeks politicus
- Marie (41), Frans zangeres

### 9 oktober
- Boris Paitsjadze (75), Georgisch voetballer en voetbalcoach
- Georges de Rham (87), Zwitsers wiskundige

### 11 oktober
- Adri van Male (80), Nederlands voetballer
- Robert Tessier (56), Amerikaans acteur

### 12 oktober
- Max Tailleur (81), Nederlands humorist

### 13 oktober
- Lê Đức Thọ (78), Vietnamees generaal, diplomaat en politicus
- Hans Freudenthal (85), Duits-Nederlands wiskundige en pedagoog
- Wiel Houwen (79), Nederlands verzetsstrijder

### 14 oktober
- Matthias Adriaan Beelaerts van Blokland (80), Nederlands diplomaat en bestuurder
- Leonard Bernstein (72), Amerikaans componist, dirigent en pianist
- Irina Odojevtseva (95), Russisch schrijfster en dichteres
- Jacob Ydema (89), Nederlands kunstschilder en glazenier

### 15 oktober
- Dirk van Gelder (83), Nederlands tekenaar, graficus en boekbandontwerper
- Delphine Seyrig (58), Frans actrice
- Vital Van Landeghem (77), Belgisch voetballer
- Jacob Ydema (89), Nederlands kunstschilder

### 16 oktober
- Art Blakey (71), Amerikaans jazzmuzikant

### 18 oktober
- Rudolf Staverman o.f.m. (75), Nederlands missiebisschop
- Heinz Oskar Vetter (72), Duits vakbondsbestuurder

### 20 oktober
- Louis von Fisenne (79), Nederlands burgemeester
- Joel McCrea (84), Amerikaans acteur

### 21 oktober
- Dany Chamoun (66), Libanees politicus
- Prabhat Rainjan Sarkar (69), Indiaas geestelijke

### 23 oktober
- Louis Althusser (72), Frans filosoof

### 24 oktober
- Emiel Edouard Cuvelier (76), Belgisch politicus

### 25 oktober
- Major Holley (66), Amerikaans jazzbassist
- Ikey Robinson (86), Amerikaans banjospeler en zanger

### 26 oktober
- Robert Antelme (73), Frans jurist en schrijver

### 27 oktober
- Xavier Cugat (90), Spaans-Amerikaans violist
- Jacques Demy (59), Frans filmregisseur
- Sophie van Hohenberg (89), Fürstin von Hohenberg
- Wite Michiels van Kessenich (52), Nederlands politicus
- Ugo Tognazzi (68), Italiaans filmacteur, regisseur en scenarioschrijver

### 28 oktober
- Geminio Ognio (72), Italiaans waterpolospeler
- Robert Verbelen (79), Belgisch oorlogsmisdadiger

### 30 oktober
- Wim Gijsen (57), Nederlands schrijver
- Alfred Sauvy (91), Frans demograaf en antropoloog

### 31 oktober
- Tony Rombouts (39), Belgisch voetballer

## November

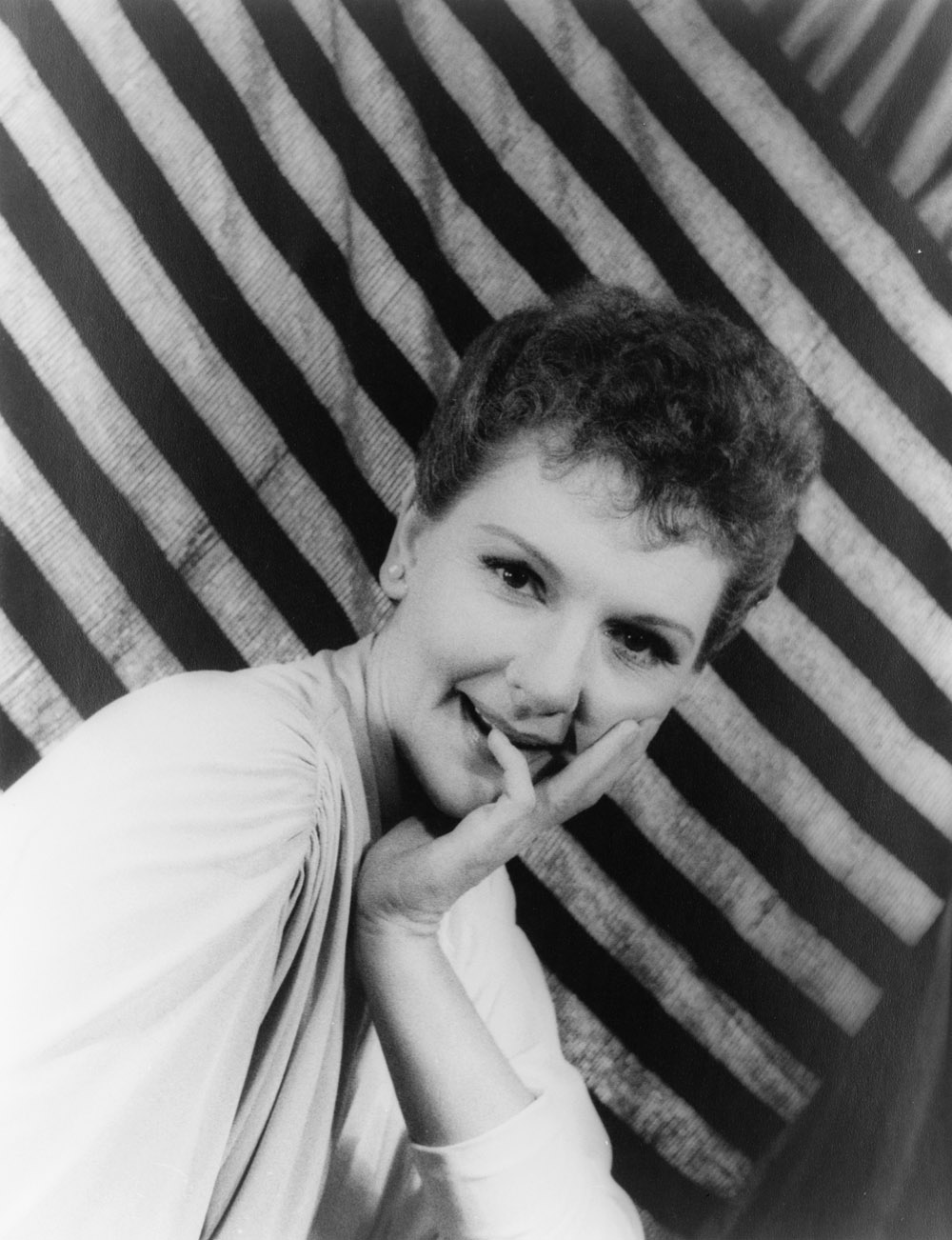
Mary Martin
3 november

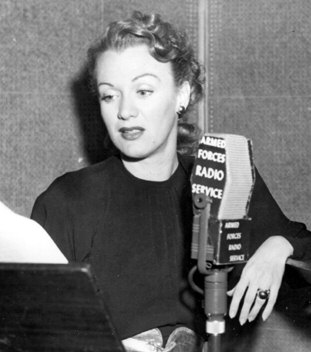
Eve Arden
12 november

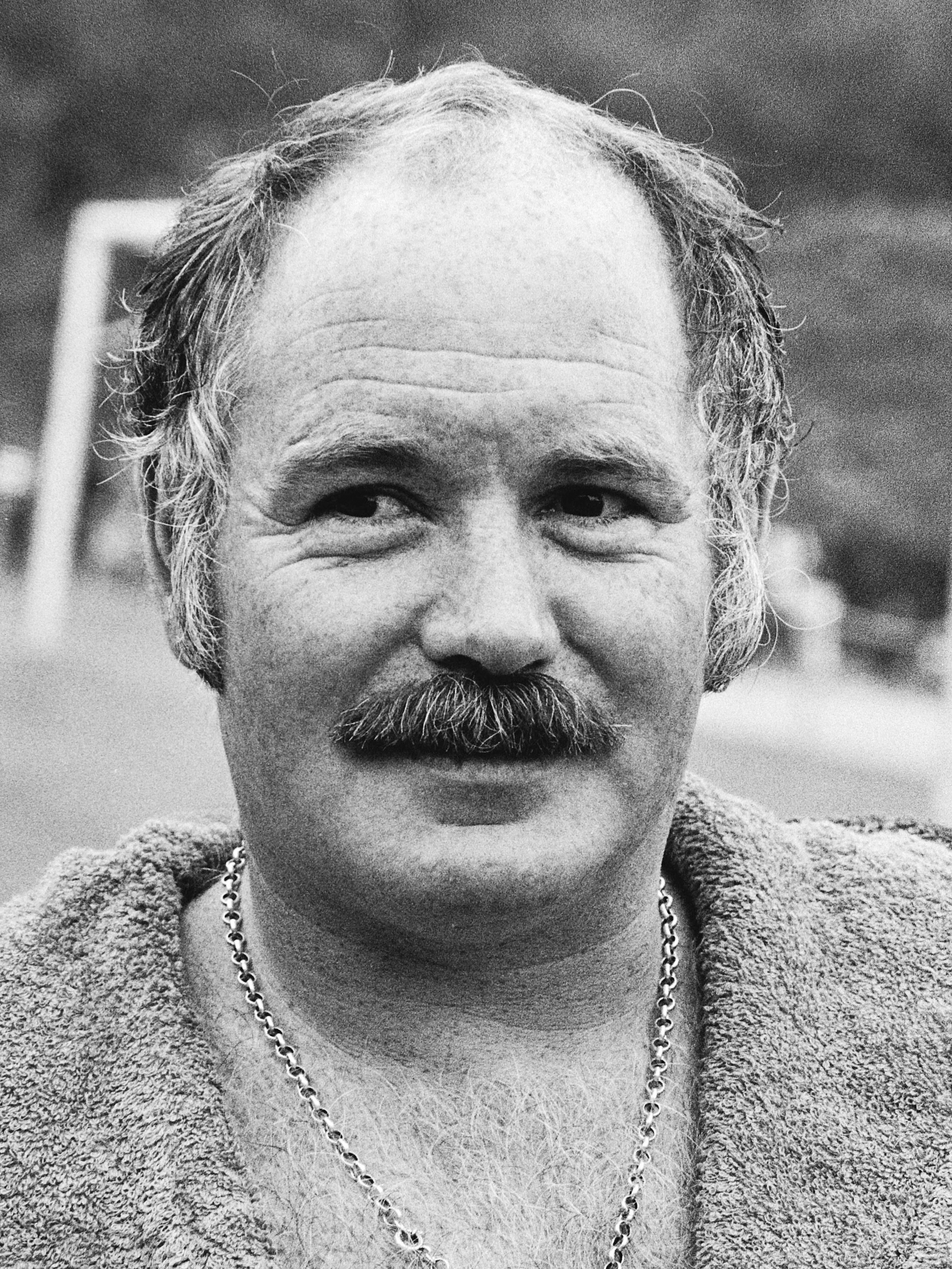
Nico Haak
13 november

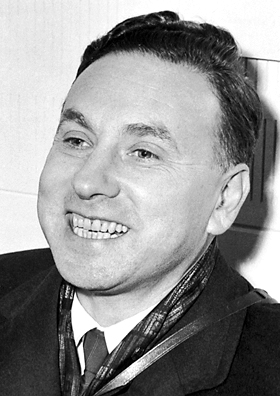
Robert Hofstadter
17 november

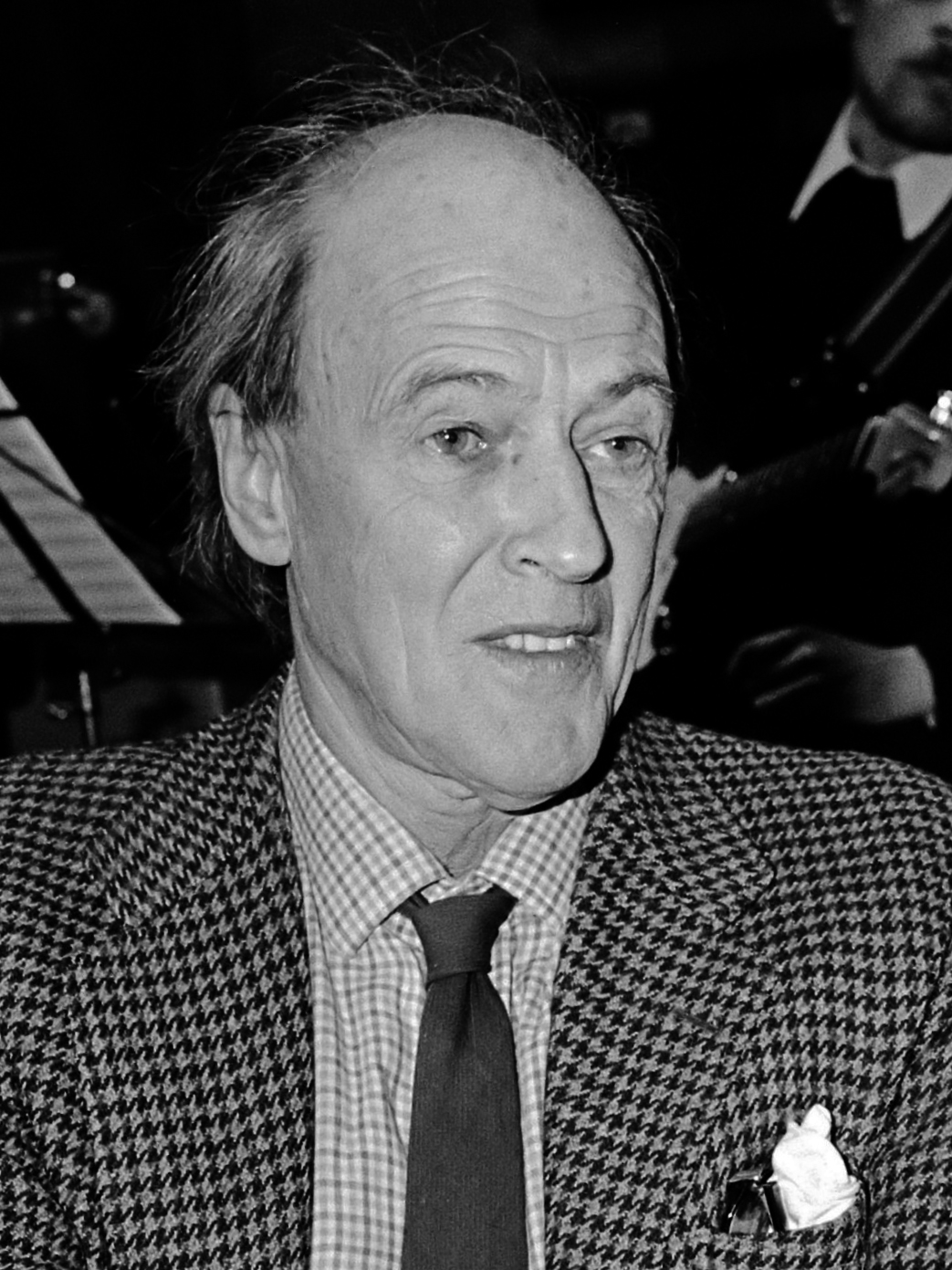
Roald Dahl
23 november

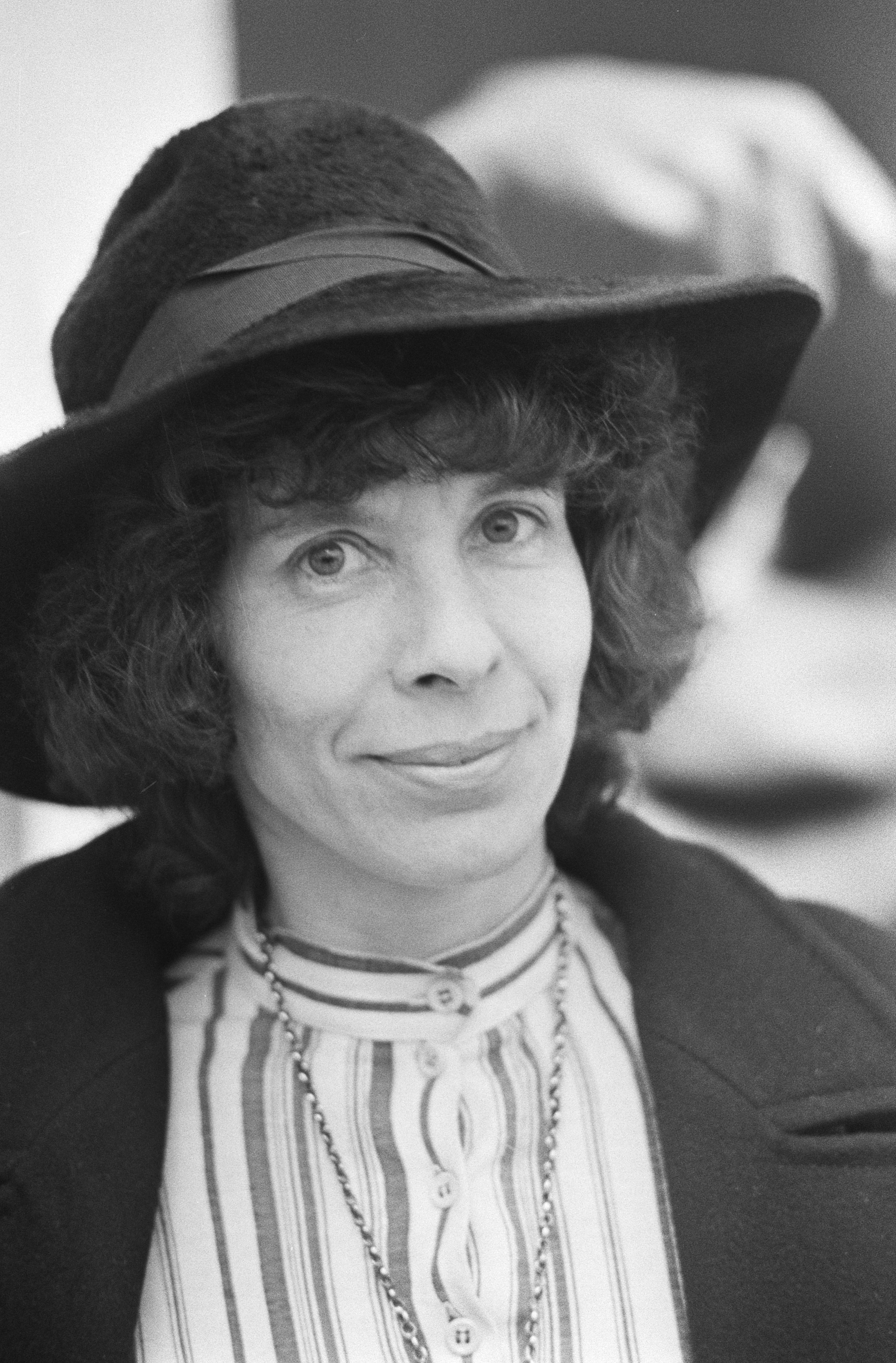
Renate Rubinstein
23 november

| 1 | 2 | 3 | 4 | 5 | 6 | 7 | 8 | 9 | 10 | 11 | 12 | 13 | 14 | 15 | 16 | 17 | 18 | 19 | 20 | 21 | 22 | 23 | 24 | 25 | 26 | 27 | 28 | 29 | 30 |
| - | - | - | - | - | - | - | - | - | -- | -- | -- | -- | -- | -- | -- | -- | -- | -- | -- | -- | -- | -- | -- | -- | -- | -- | -- | -- | -- |

### 1 november
- Henk Hellinga (67), Nederlands burgemeester
- Hermanus van der Meijden (75), Nederlands kunstschilder

### 3 november
- Lluís Carulla i Canals (86), Spaans ondernemer
- Mary Martin (76), Amerikaans zangeres en actrice
- Jannis Pieter Mazure (90), Nederlands politicus

### 4 november
- Henry Cravatte (79), Luxemburgs politicus
- Virgile Decommer (66), Belgisch politicus
- Peter de Jong (70), Nederlands beeldhouwer

### 5 november
- Meir Kahane (58), Amerikaans-Israëlisch orthodox rabbijn

### 7 november
- Lawrence Durrell (78), Brits dichter en schrijver

### 8 november
- Gustav Fischer (75), Zwitsers ruiter

### 9 november
- Olton van Genderen (69), Surinaams politicus
- Piet Groeneveld (66), Nederlands voetballer
- Dora Söderberg (90), Zweeds actrice

### 11 november
- Attilio Demaría (81), Italiaans-Argentijns voetballer
- Sadi Irmak (86), Turks politicus
- Yannis Rítsos (81), Grieks dichter

### 12 november
- Eve Arden (82), Amerikaans actrice

### 13 november
- Don Chaffey (73), Brits filmregisseur, -schrijver en -producer
- Tjerk Elsinga (87), Nederlands verzetsstrijder
- Nico Haak (51), Nederlands zanger

### 14 november
- Malcolm Muggeridge (87), Brits journalist en schrijver
- K.L. Poll (63), Nederlands journalist en schrijver

### 16 november
- Lee Castle (75), Amerikaans trompettist en bigbandleider

### 17 november
- Robert Hofstadter (75), Amerikaans natuurkundige
- Peter Schilperoort (71), Nederlands jazzmusicus en bandleider

### 22 november
- Giel Salomé (77), Nederlands verzetsstrijder

### 23 november
- Roald Dahl (74), Brits schrijver
- Renate Rubinstein (61), Nederlands schrijfster

### 24 november
- Juan Manuel Bordeu (56), Argentijns autocoureur
- Helga Feddersen (60), Duits actrice, zangeres en schrijfster
- Chiel von Meijenfeldt (67), Nederlands militair
- Keiji Nishitani (90), Japans filosoof
- Dodie Smith (94), Brits schrijfster

### 25 november
- Glenn Jonas (71), Amerikaans militair

### 26 november
- Ludwig von Moos (80), Zwitsers politicus

### 28 november
- Francisco Godia-Sales (69), Spaans autocoureur

### 29 november
- Theo van Doorneveld (53), Nederlands voetballer

### 30 november
- Fritz Eichenberg (89), Duits-Amerikaans illustrator

## December

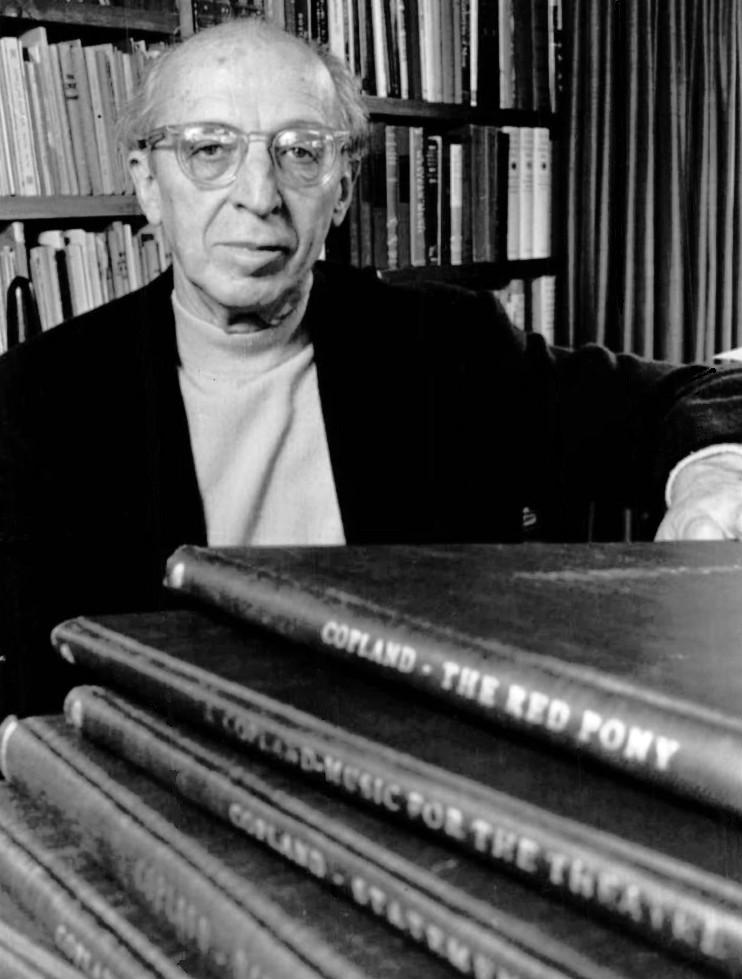
Aaron Copland
2 december

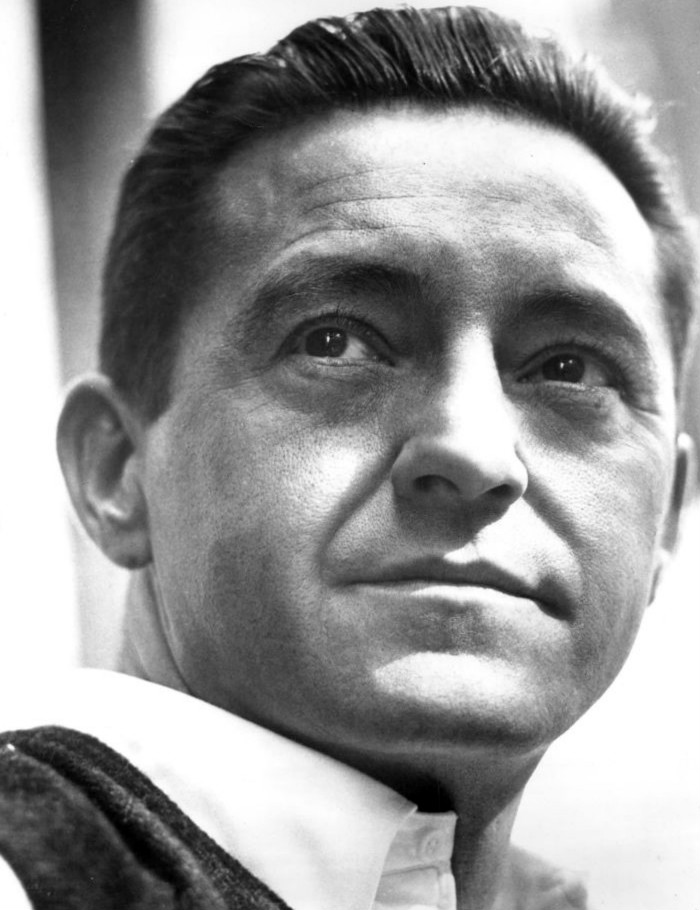
Edward Binns
4 december

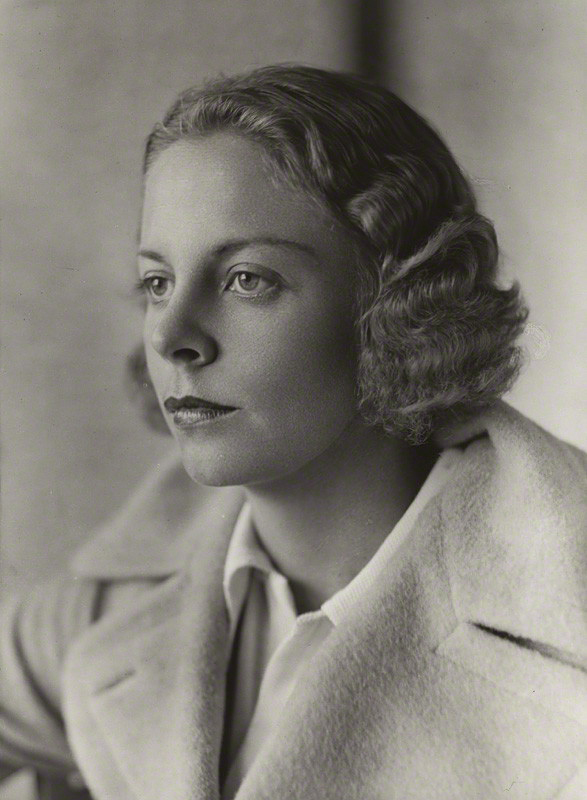
Alice Marble
13 december

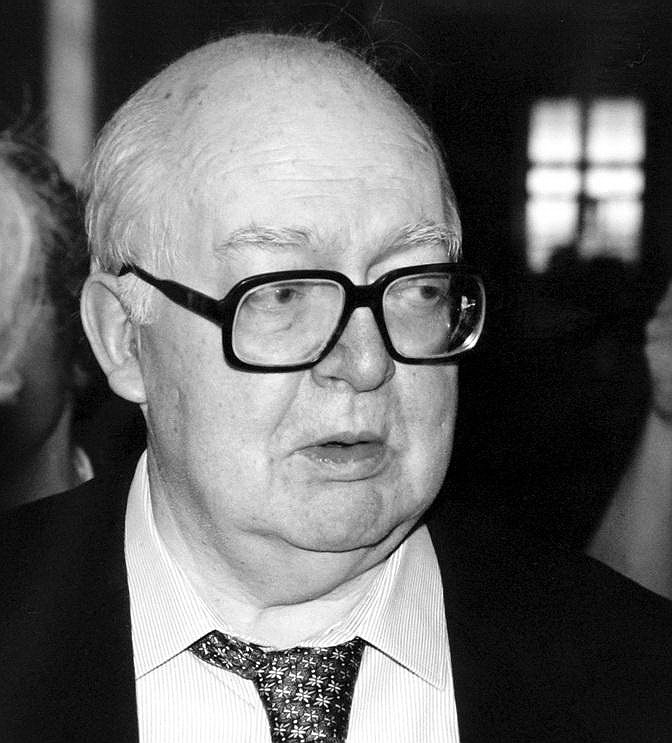
Friedrich Dürrenmatt
14 december

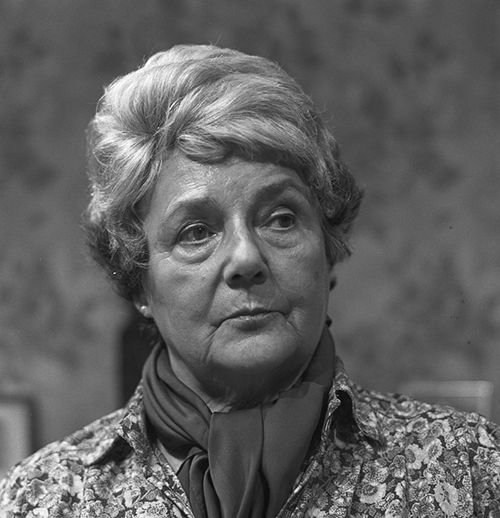
Mieke Verstraete
17 december

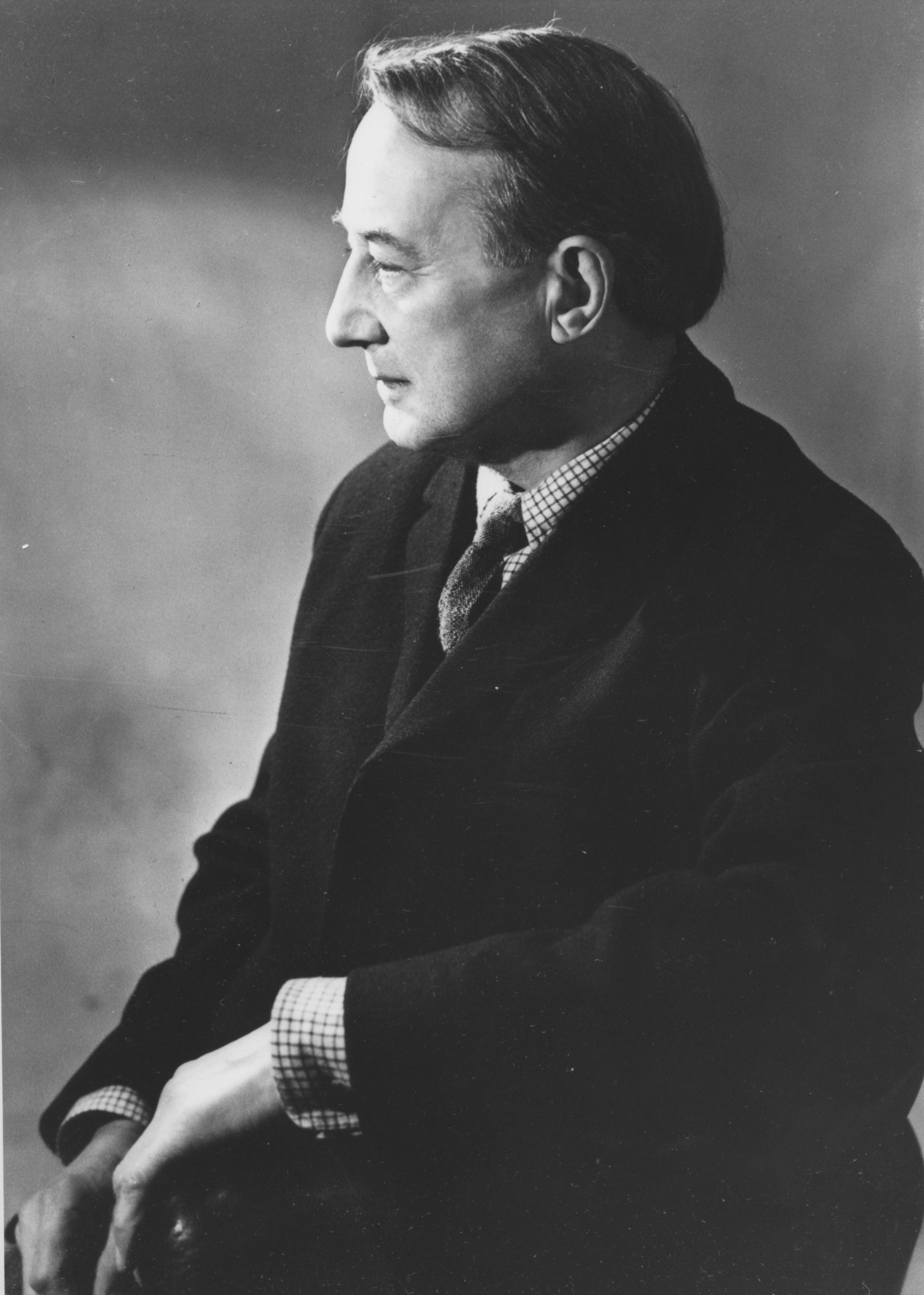
Michael Oakeshott
19 december

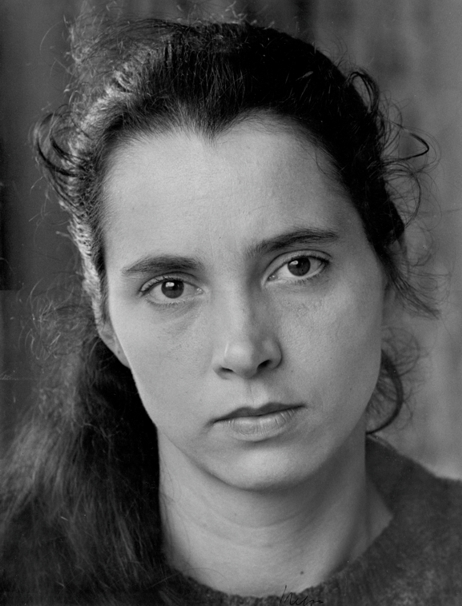
Helga Paetzold
21 december

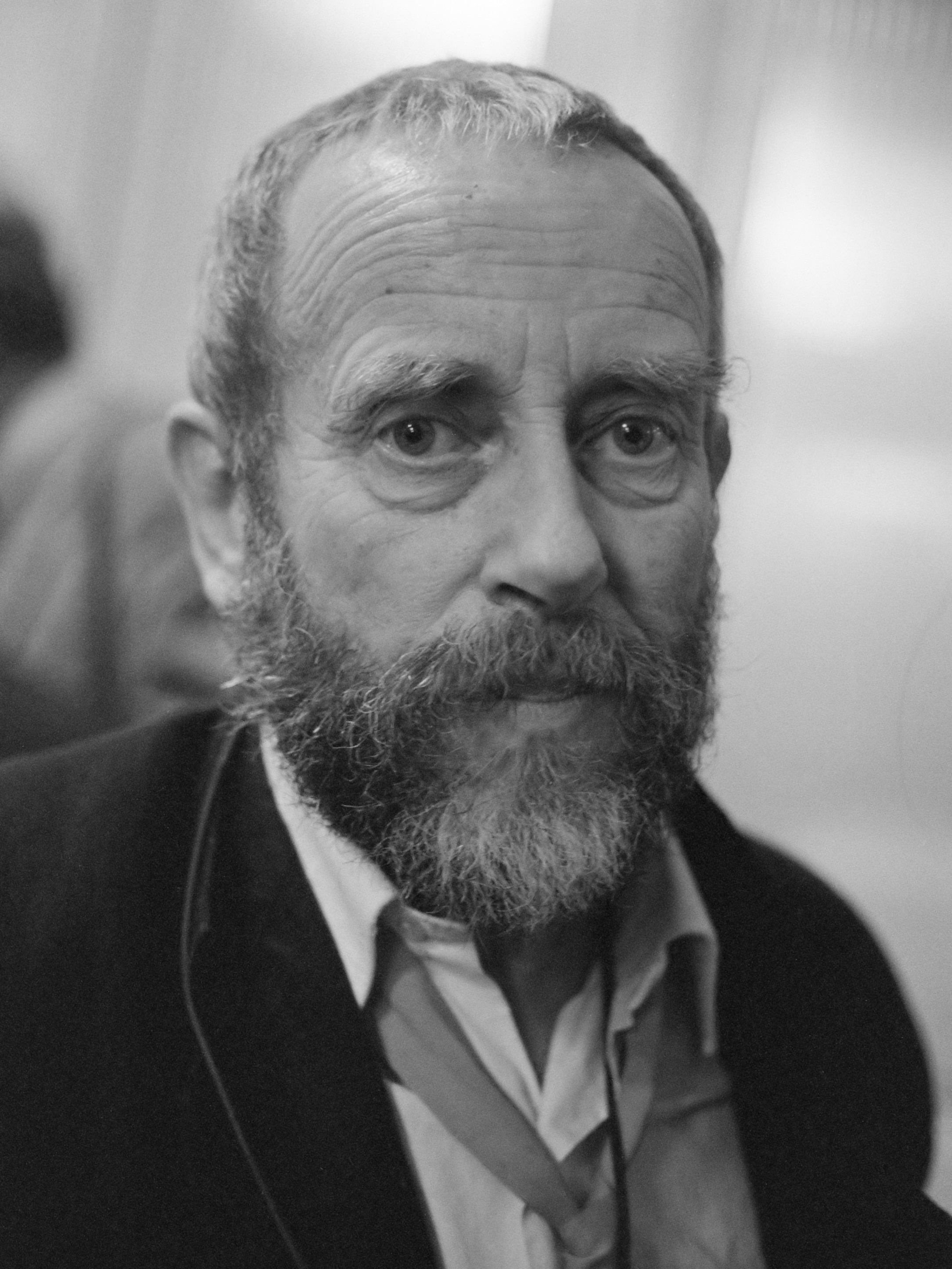
Ed van der Elsken
28 december

| 1 | 2 | 3 | 4 | 5 | 6 | 7 | 8 | 9 | 10 | 11 | 12 | 13 | 14 | 15 | 16 | 17 | 18 | 19 | 20 | 21 | 22 | 23 | 24 | 25 | 26 | 27 | 28 | 29 | 30 | 31 |
| - | - | - | - | - | - | - | - | - | -- | -- | -- | -- | -- | -- | -- | -- | -- | -- | -- | -- | -- | -- | -- | -- | -- | -- | -- | -- | -- | -- |

### 1 december
- Sergio Corbucci (62), Italiaans filmregisseur
- Harry Julian (94), Engels voetbalcoach
- Victor Landau (74), Amerikaans componist
- Michel Louis (68), Belgisch politicus

### 2 december
- Aaron Copland (90), Amerikaans componist, muziekpedagoog, dirigent en pianist
- Robert Cummings (80), Amerikaans acteur
- Dio Rovers (94), Nederlands kunstschilder, tekenaar en kunstdocent

### 3 december
- André Vlerick (71), Belgisch politicus

### 4 december
- Edward Binns (74), Amerikaans acteur
- Naoto Tajima (78), Japans atleet

### 5 december
- Peter Blum (65), Zuid-Afrikaans dichter
- Eduard Ott-Heinrich Keller (84), Duits wiskundige

### 7 december
- Reinaldo Arenas (47), Cubaans schrijver
- Joan Bennett (80), Amerikaans actrice

### 8 december
- Boris Kochno (86), Russische dichter, danser en librettist
- Martin Ritt (76), Amerikaans regisseur, scenarist en producer

### 9 december
- Ben Duijker (87), Nederlands wielrenner

### 10 december
- Armand Hammer (92), Amerikaans industrieel en kunstverzamelaar

### 11 december
- Fernand Collin (93), Belgisch bankier
- Maria Alix Luitpolda van Saksen (89), lid Duitse adel
- Concha Piquer (82), Spaans zangeres en actrice

### 13 december
- Alice Marble (77), Amerikaans tennisster

### 14 december
- Rudolf Christian Baisch (87), Duits kunstenaar
- Friedrich Dürrenmatt (69), Zwitsers schrijver en schilder
- Johannes von Thurn und Taxis (64), lid Duitse adel

### 17 december
- Paul Libois (89), Belgisch politicus
- Mieke Verstraete (79), Belgisch-Nederlands actrice

### 18 december
- Anne Revere (87), Amerikaans actrice
- Paul Tortelier (76), Frans cellist en componist

### 19 december
- Edmond Delfour (83), Frans voetballer en voetbalcoach
- Norbert Dufourcq (86), Frans organist en muziekpedagoog
- Michael Oakeshott (89), Brits filosoof
- Olaf Christiaan van Denemarken (67), lid Deense adel

### 21 december
- Helga Paetzold (57), Duits-Nederlands weefkunstenares

### 22 december
- Bernard Addison (85), Amerikaans jazzmusicus

### 23 december
- Pierre Gripari (64), Frans schrijver

### 24 december
- Rodolfo Orlandini (85), Argentijns voetballer en voetbalcoach

### 25 december
- Shinichi Matsushita (68), Japans componist
- Nicolaas Tates (75), Nederlands kanovaarder

### 26 december
- Rolf-Hans Müller (62), Duits componist
- Gerard van Rossem (71), Nederlands kunstschilder

### 27 december
- Kiky Heinsius (69), Nederlands verzetsstrijdster
- Robert Loesberg (46), Nederlands schrijver

### 28 december
- Ed van der Elsken (65), Nederlands fotograaf
- Jean Goblet d'Alviella (69), Belgisch burgemeester
- Kiel Martin (46), Amerikaans acteur

### 30 december
- Charles Drybergh (58), Belgisch kunstschilder

## Datum onbekend
- Guido Waldmann (88), Duits componist (overleden in februari)

1900 ·
1901 ·
1902 ·
1903 ·
1904 ·
1905 ·
1906 ·
1907 ·
1908 ·
1909 ·
1910 ·
1911 ·
1912 ·
1913 ·
1914 ·
1915 ·
1916 ·
1917 ·
1918 ·
1919 ·
1920 ·
1921 ·
1922 ·
1923 ·
1924 ·
1925 ·
1926 ·
1927 ·
1928 ·
1929 ·
1930 ·
1931 ·
1932 ·
1933 ·
1934 ·
1935 ·
1936 ·
1937 ·
1938 ·
1939 ·
1940 ·
1941 ·
1942 ·
1943 ·
1944 ·
1945 ·
1946 ·
1947 ·
1948 ·
1949 ·
1950 ·
1951 ·
1952 ·
1953 ·
1954 ·
1955 ·
1956 ·
1957 ·
1958 ·
1959 ·
1960 ·
1961 ·
1962 ·
1963 ·
1964 ·
1965 ·
1966 ·
1967 ·
1968 ·
1969 ·
1970 ·
1971 ·
1972 ·
1973 ·
1974 ·
1975 ·
1976 ·
1977 ·
1978 ·
1979 ·
1980 ·
1981 ·
1982 ·
1983 ·
1984 ·
1985 ·
1986 ·
1987 ·
1988 ·
1989 ·
1990 ·
1991 ·
1992 ·
1993 ·
1994 ·
1995 ·
1996 ·
1997 ·
1998 ·
1999 ·
2000 ·
2001 ·
2002 ·
2003 ·
2004 ·
2005 ·
2006 ·
2007 ·
2008 ·
2009 ·
2010 ·
2011 ·
2012 ·
2013 ·
2014 ·
2015 ·
2016 ·
2017 ·
2018 ·
2019 ·
2020 ·
2021 ·
2022 ·
2023 ·
2024 ·
2025